# Nienburg/Weser
Nienburg is een gemeente in de Duitse deelstaat Nedersaksen. Het is de Kreisstadt van de Landkreis Nienburg/Weser. De stad telt 31.443 inwoners en heeft de status van selbständige Gemeinde.
De gemeente wordt meestal officieel met de naam Nienburg/Weser aangeduid. In de spoorwegwereld heet de stad echter Nienburg (Weser); ook het station van de stad is zo genoemd.

## Indeling van de gemeente
De gemeente, met per 22 april 2021 in totaal 32.124 inwoners, bestaat uit:
- Nienburg/Weser (kernstad; 21.168), met de stadswijken:
  - Nordertor
  - Leintor
  - Lehmwandlung
  - Alpheide.
- Erichshagen-Wölpe, ten NO van het centrum (4.048)
- Holtorf, ten N van het centrum (3.908)
- Langendamm, ten ZO van het centrum (2.548)
- Schäferhof/Kattriede, ten ZZW van het centrum (452).

Tussen haakjes het aantal inwoners volgens de website van de gemeente. Peildatum: 22 april 2021.

## Ligging
- In noordoostelijke richting: Walsrode, Hamburg afstand resp.41 en 142 km;
- In noordwestelijke richting: Bremen, Syke resp.64 en 45 km;
- In noordelijke richting: Verden, Rotenburg (Wümme), Hoya resp. 36, 60 en 24 km;
- In westelijke richting: Diepholz, Sulingen,  resp. 63 en 32 km;
- In oostelijke richting: Schwarmstedt, Celle, resp. 33 en 66 km;
- In zuidelijke richting: Rehburg-Loccum, Stadthagen, resp. 21 en 42 km;
- In zuidwestelijke richting: Osnabrück, Minden, Bielefeld, resp. 105, 50 en 99 km;
- In zuidoostelijke richting: Hannover, Neustadt am Rübenberge, resp. 51 en 24 km.

## Geografie, verkeer, vervoer
Nienburg heeft een oppervlakte van 64 km² en ligt in het noorden van Duitsland.

### Waterwegen
Zoals uit de naam al blijkt, ligt de gemeente aan de Wezer, en wel op de oostoever van deze rivier. De stad beschikt over een kleine jachthaven aan de noordkant van de binnenstad.

### Autoverkeer
De gemeente is een knooppunt van enkele Bundesstraßen:
- De B215, zuidwestwaarts, naar Petershagen waar ze op de B61 naar Minden uitkomt.
- De B214, westwaarts naar Diepholz en verder naar Lingen (Ems).
- De B214, oostwaarts naar Celle en Braunschweig.
- De B209, noordoostwaarts naar Walsrode, waar bij Walsrode-West de dichtstbijzijnde aansluiting op een autosnelweg, afrit 27 van de A27 is en Lüneburg.
- De B6, noordwestwaarts via Syke richting Bremen. Binnen de stadsgrenzen is dit een vierstrooksweg.
- De B6, zuidoostwaarts via Neustadt am Rübenberge richting Hannover. Binnen de stadsgrenzen is dit een vierstrooksweg.

### Openbaar vervoer
Nienburg/Weser heeft een station Nienburg (Weser) aan spoorlijnen in de richting van Hannover, Minden, Bremen en Sulingen. De spoorlijn naar Sulingen is echter opgeheven.
Naar alle plaatsen in de nabije omgeving rijden bussen, sommige echter alleen  van maandag t/m vrijdag 's morgens vroeg en laat in de middag, voor vervoer van scholieren.

## Economie
Aan de noordwestrand van Nienburg/Weser staat een grote glasfabriek (conserven- en  jampotten e.d.).
BASF heeft in de stad een fabriek van katalysatoren.
Aan de zuidwestrand van de stad, richting Stadtteil Schäferhof/Kattriede, ligt aan de B 215 een uitgestrekt bedrijventerrein voor midden- en kleinbedrijf. De belangrijkste van deze bedrijven produceren technische materialen en machine-onderdelen voor de voedingsmiddelenindustrie, en lijm.
De sinds 2007 in de stad gevestigde politieacademie is, evenals de sinds 1633 in de stad aanwezige kazernes en het moderne ziekenhuis, van belang voor de werkgelegenheid in de dienstensector.

## Geschiedenis

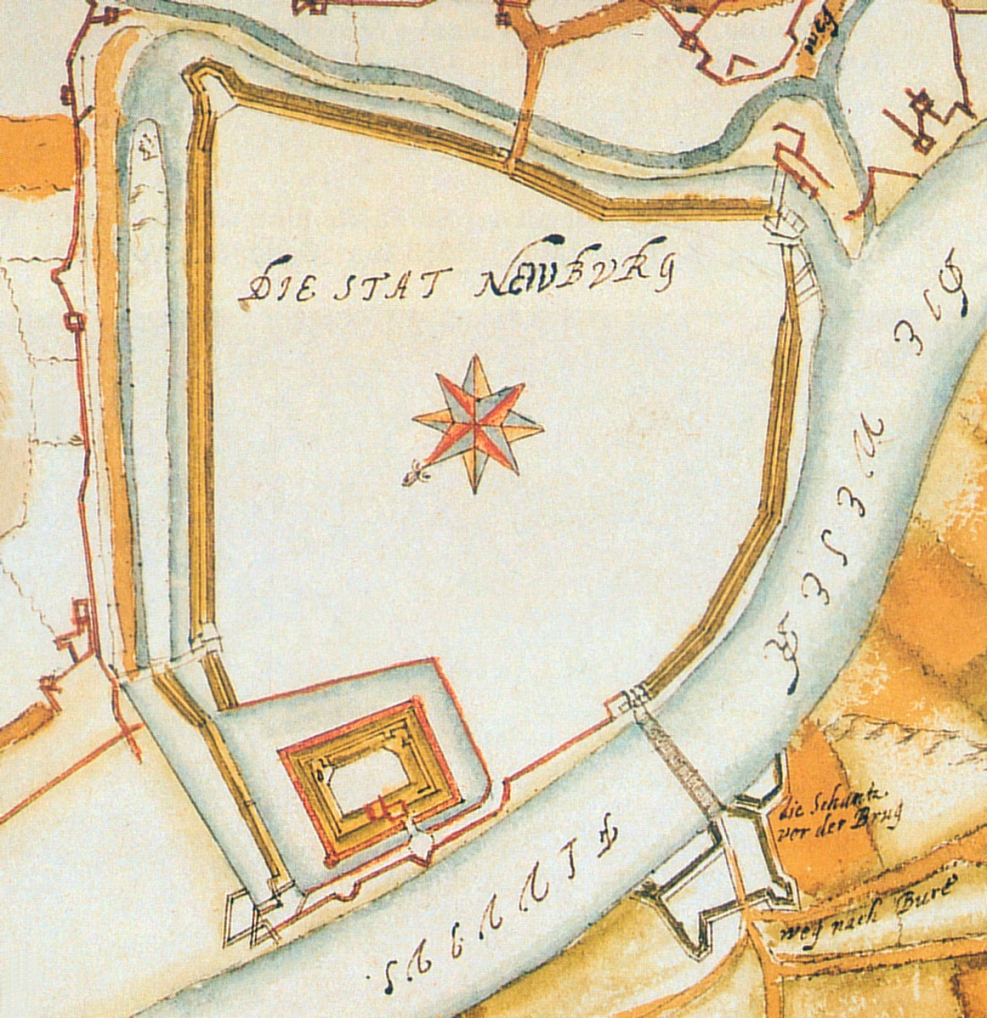
Plattegrond uit 1627 van de stadswallen, forten e.d.
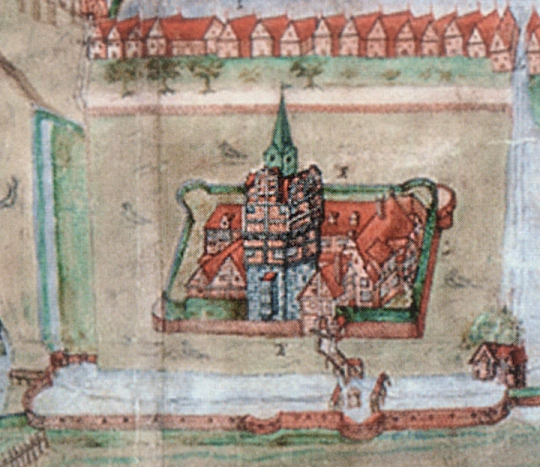
Kasteel Nienburg, 1634
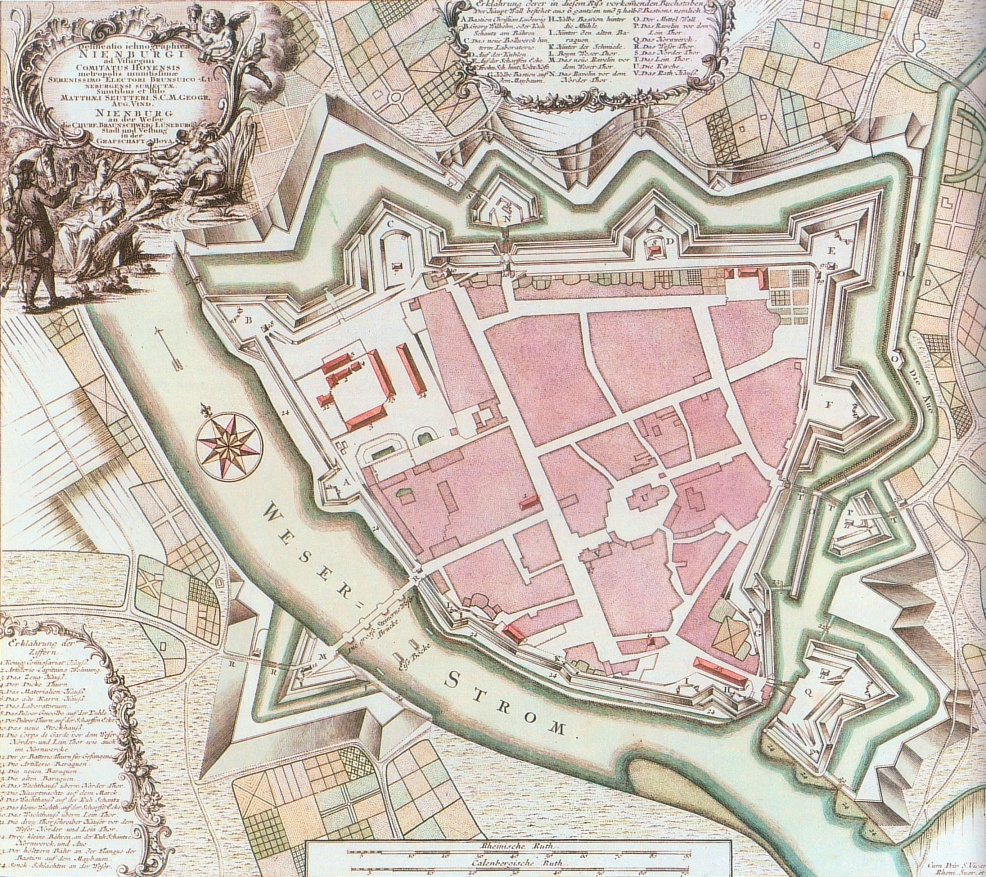
Nienburg, vesting anno 1736
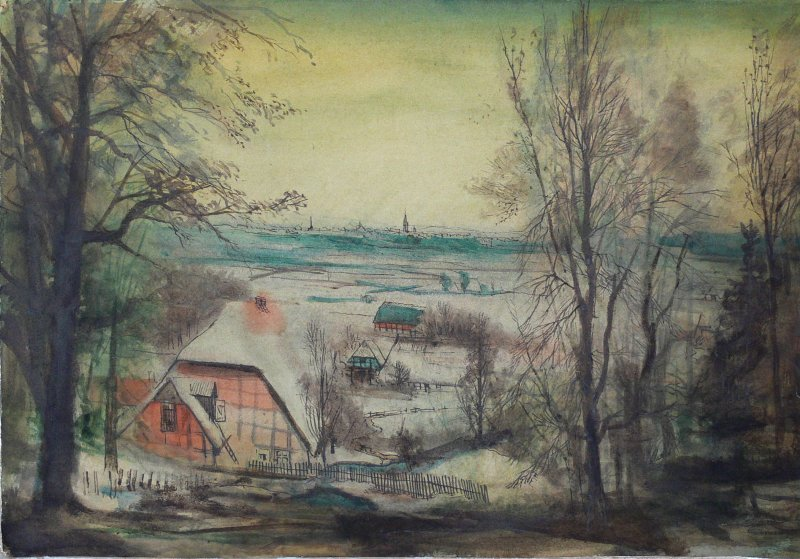
Ernst Thoms - Gezicht op Nienburg (1946), pentekening
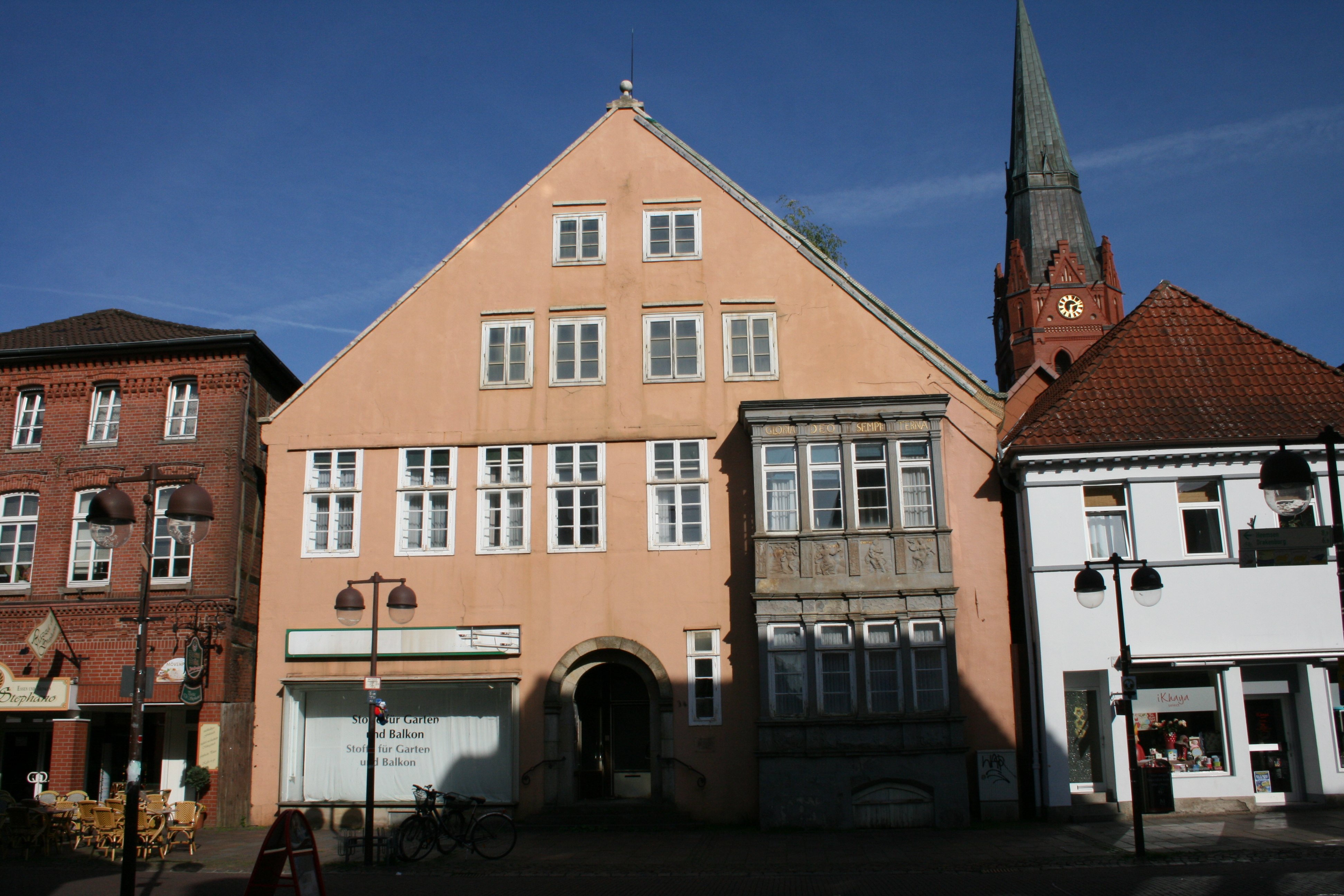
Het Wiesensche Haus (1549-2011), een belangrijk monumentaal huis met erker in Wezerrenaissancestijl

### Tot 1803
De oudste nederzetting in de huidige gemeente is Wölpe, dat al in een schenkingsakte uit 788 genoemd wordt. Het dorp had tot aan de Dertigjarige Oorlog een tot het Vorstendom Calenberg behorend kasteel.
Nienburg dankt zijn naam aan een uit de middeleeuwen daterende nieuwe burcht, ter vervanging van een oudere, op een strategisch punt aan de Wezer gebouwd door de graven van Hoya, die hier voortdurend grensconflicten met het vorstendom Calenberg hadden. In 1225 kreeg Nienburg stadsrechten.
Sinds de reformatie in de 16e eeuw zijn de christenen in de gemeente overwegend evangelisch-luthers.
Nienburg had zeer veel te lijden in de Dertigjarige Oorlog; zowel Tilly als Gottfried Heinrich zu Pappenheim hebben de stad belegerd en bezet gehad. Van 1633- 1650 was Nienburg door Zweedse troepen van de protestantse coalitie bezet. Nienburg ging na de vrede van 1648 deel uitmaken van het Keurvorstendom Brunswijk-Lüneburg. De Zevenjarige Oorlog bracht voor Nienburg een periode van Franse bezetting met zich mede.  Ook heeft Nienburg in de 17e en 18e eeuw te lijden gehad van epidemieën van de pest en andere besmettelijke ziektes. Door de dynastieke verwantschap van het Huis Hannover met Groot-Brittannië kon het gebeuren, dat koning George I van Groot-Brittannië de stad een stenen brug over de Wezer ten geschenke gaf, d.w.z. die op 's konings kosten liet bouwen. In 1723 kwam deze brug gereed.

### 1803-1933
Reeds in 1847 kreeg Nienburg een spoorwegstation. Na de dood van de in de 19e eeuw in de stad werkende ingenieur Emanuel Bruno Quaet Faslem in 1851 werd de door hem opgerichte middelbare school omgezet in een ingenieursopleiding, die tot 2009 heeft bestaan.

### 1933-1945
In 1936 was er een nieuwe kazerne in de stad gereed gekomen; de troepen, die hier gelegerd waren, moesten in 1940 frontdienst doen. De lege kazerne werd toen tot een krijgsgevangenenkamp (Stalag X C en Oflag X B) omgevormd. Hier zaten vooral Poolse officieren gevangen.
Tijdens de Tweede Wereldoorlog was er een werkkamp in Nienburg  gevestigd. Hier werden onder meer Nederlandse studenten te werk gesteld die in april 1943 de loyaliteitsverklaring weigerden te tekenen.
Op 9 april 1945 werd Nienburg door Britse troepen veroverd.

### Na 1945
De stad ontwikkelde zich, ondanks de toeloop van Heimatvertriebene en andere vluchtelingen direct na de verovering door de Geallieerden,  na de Tweede Wereldoorlog voorspoedig.
Het kazernecomplex was van 1950-1996 Engels, daarna werd een deel ervan gesloten; een ander deel verhuisde in 1957 naar nieuwbouw in Langendamm en is tot op heden bij de Bundeswehr in gebruik.

## Bezienswaardigheden

### Musea

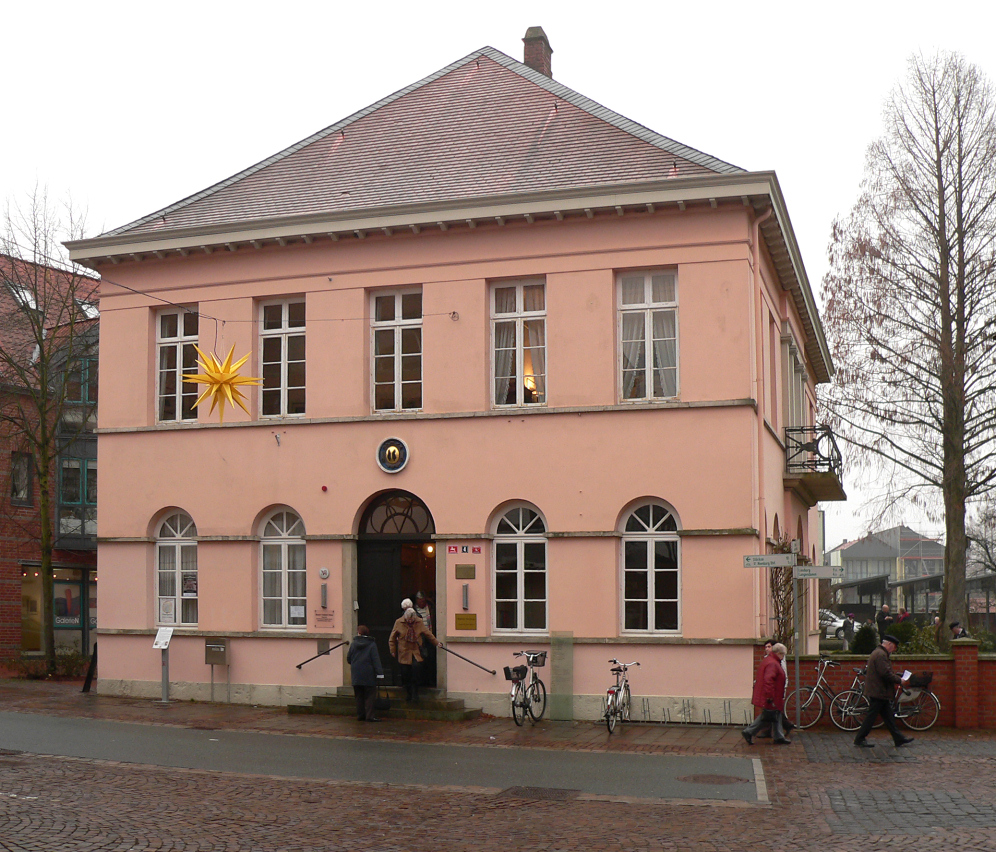
Quaet-Faslem-Haus (Museum Nienburg)
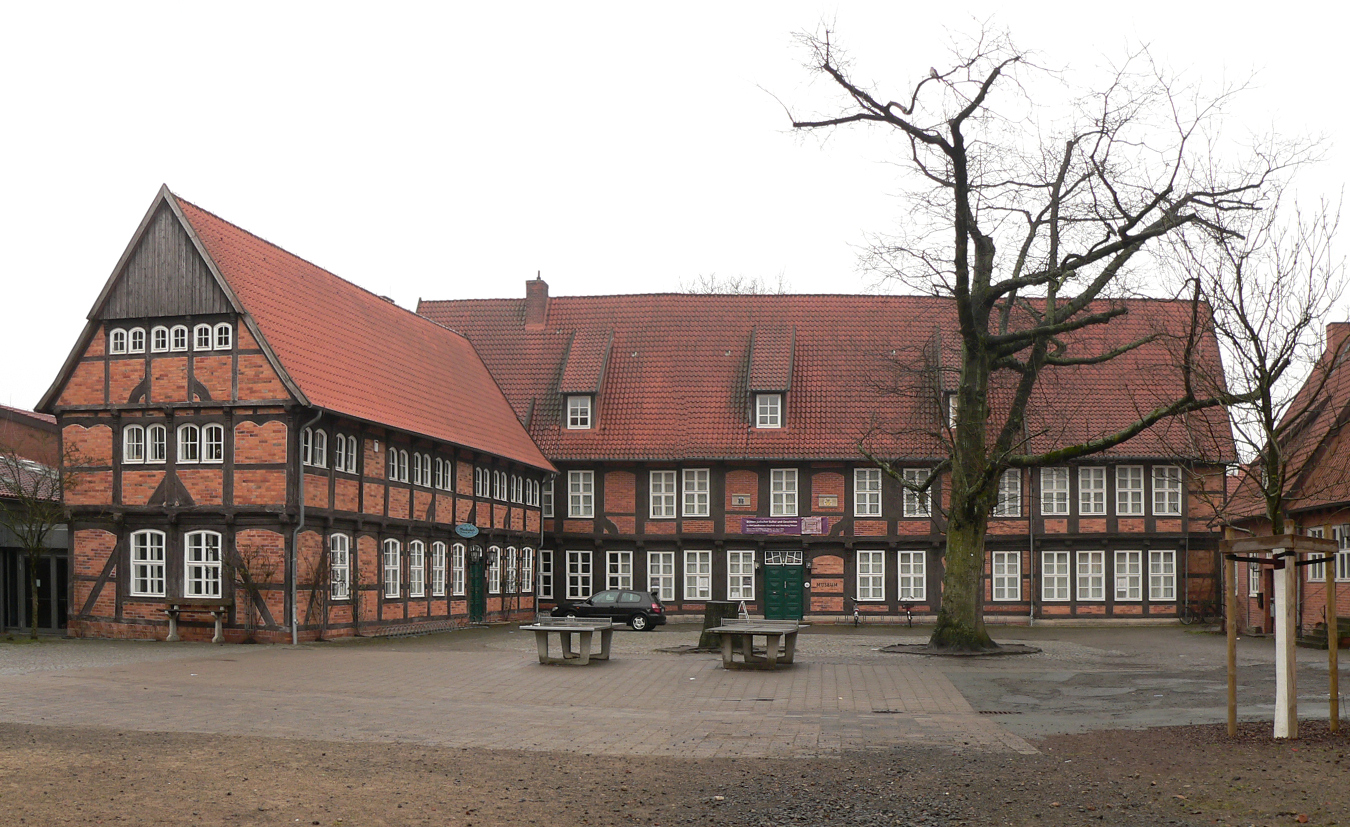
Fresenhof
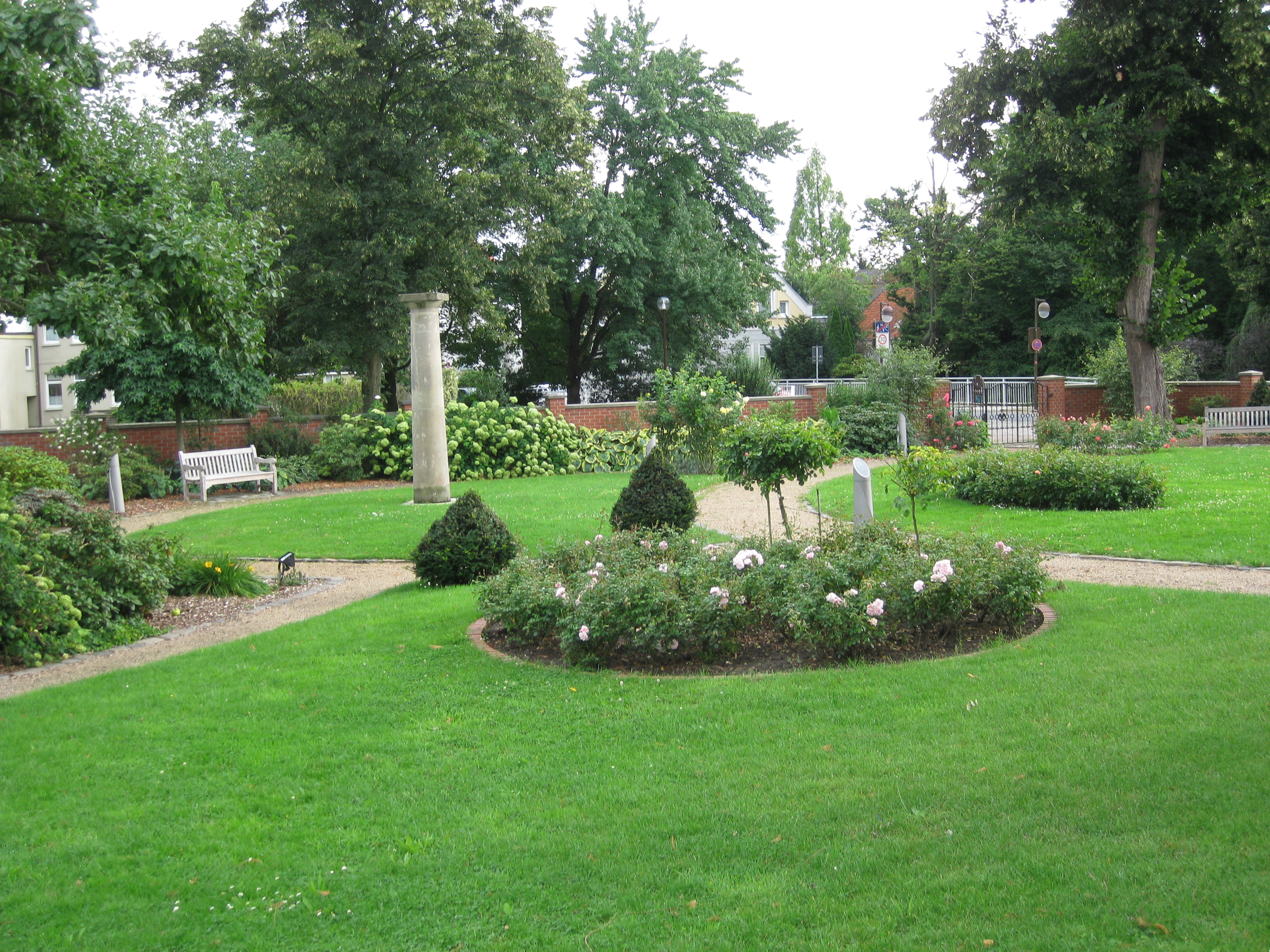
Biedermeiertuin
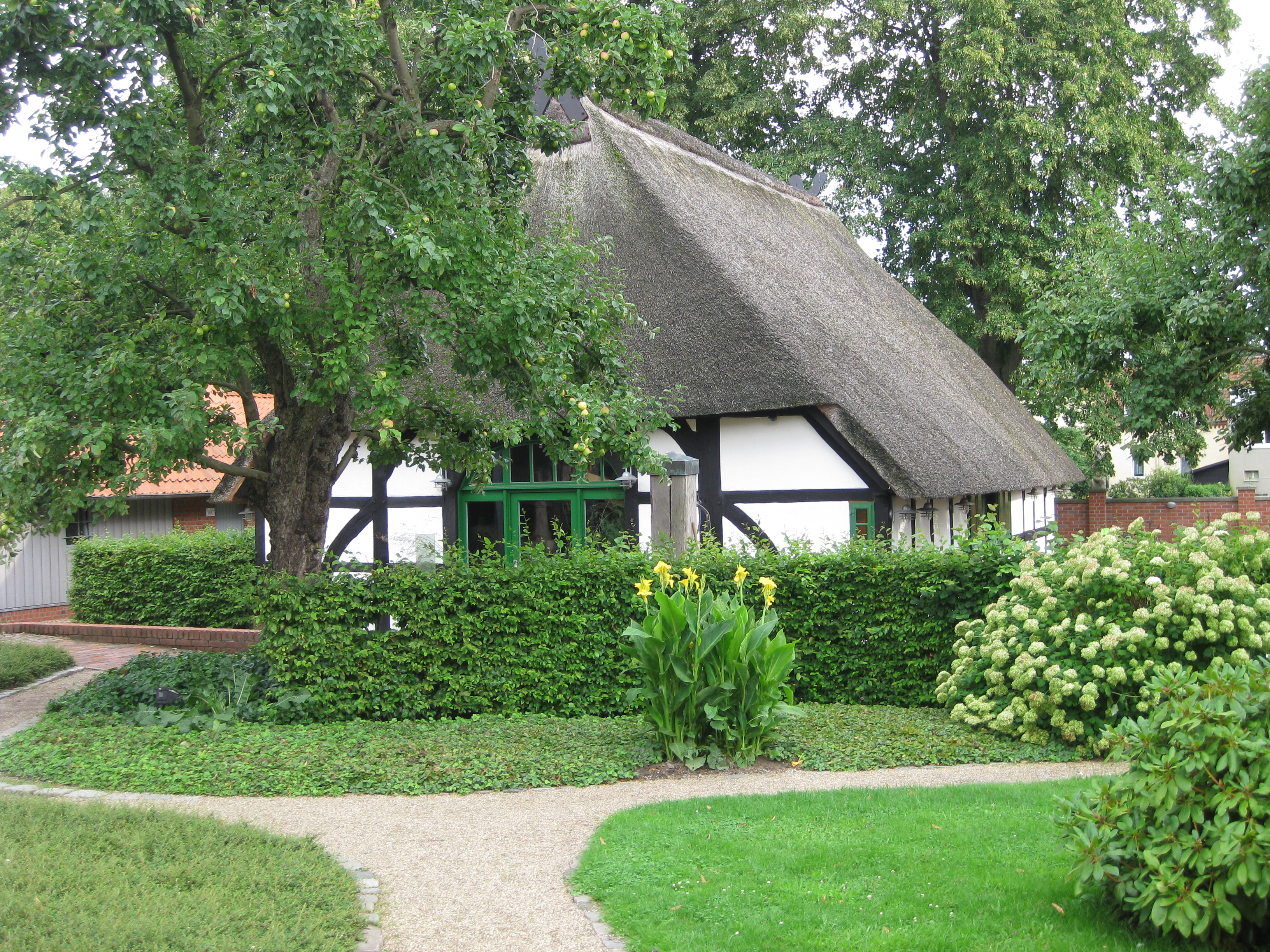
Nedersaksisch Aspergemuseum
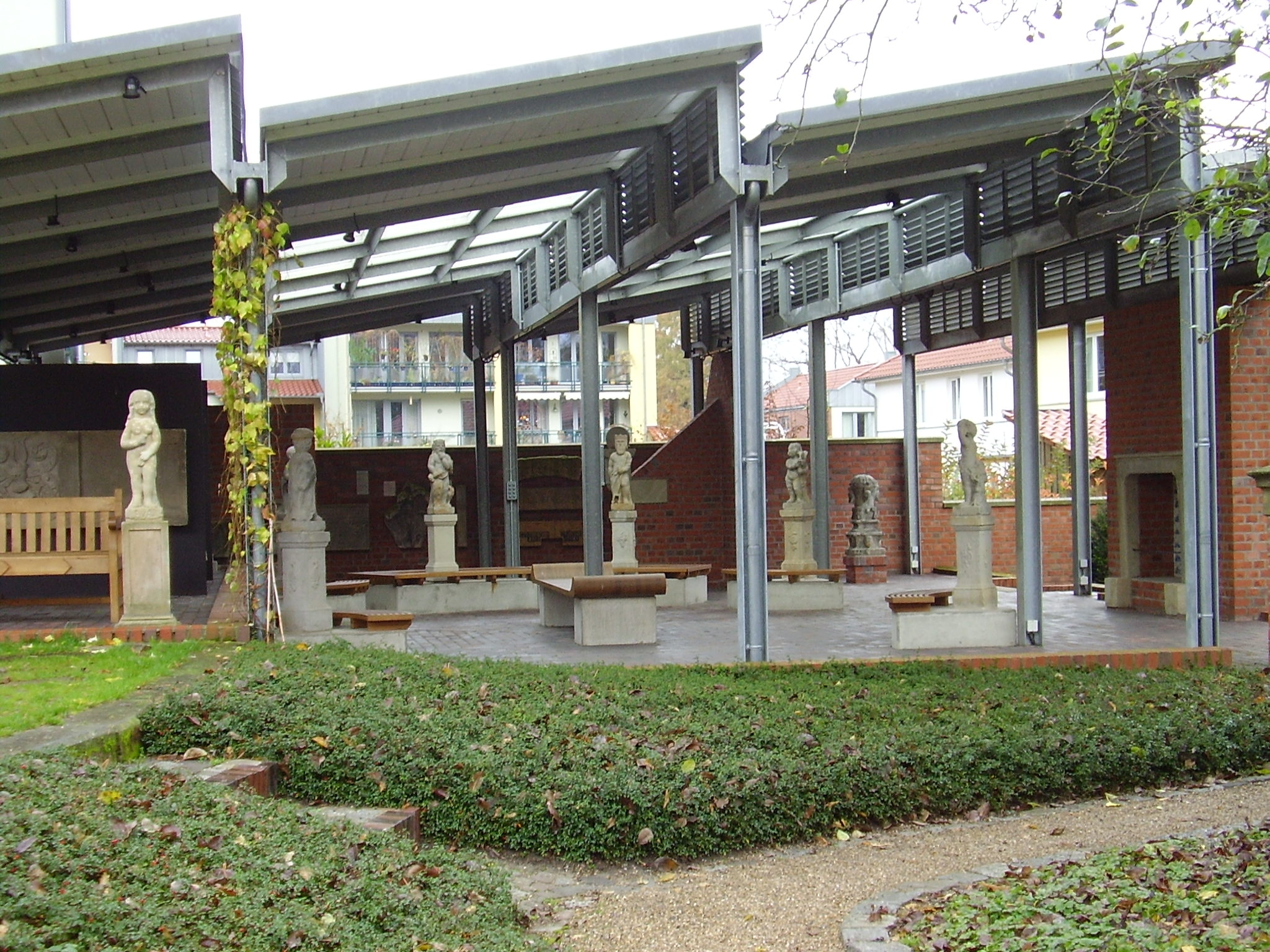
Lapidarium (bewerkte stenen uit de 16e-19e eeuw in de tuin )
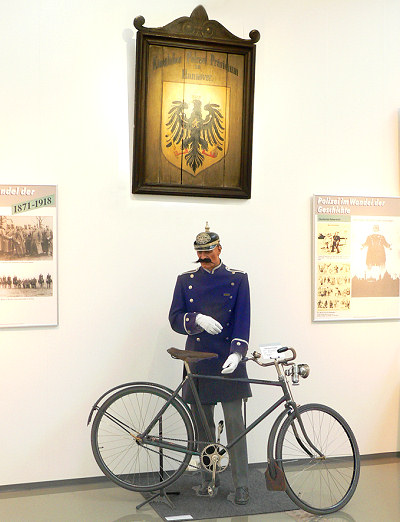
Politiemuseum: "Schupo" (straatagent) met een  Pickelhaube op, bij zijn dienstfiets

- Het streekmuseum Museum Nienburg is gevestigd op vier locaties:
  - in het Quaet-Faslem-huis een expositie over het classicisme. Quaet-Faslem was een architect binnen die stroming. In dit gebouw worden ook tijdelijke exposities gehouden.
  - in het grote vakwerkhuis Fresenhof vindt men o.a. archeologische vondsten en een expositie over de geschiedenis van de stad en haar omgeving tot ca. 1800. In dit gebouw worden ook tijdelijke exposities gehouden.
  - in het Rauchhaus, een voormalig boerderijtje, waarin een klein museum over de aspergeteelt van deze regio is gevestigd. Het staat in de tuin van het Quaet-Faslem-huis.
  - Lapidarium, eveneens in de tuin van het Quaet-Faslem-huis.
- De politieschool beschikt over een bescheiden eigen politiemuseum.

### Monumentale gebouwen
- Het raadhuis van Nienburg (15e-16e eeuw) is deels in Wezerrenaissance-stijl gebouwd.
- Nienburg heeft een aantal schilderachtige oude vakwerkhuizen in de oude binnenstad.
- De Stocktoren aan de Wezer (1e helft 16e eeuw), laatste restant van het vroegere kasteel in de stad
- De gotische St. Martinuskerk (evang. -luthers) in de binnenstad, gebouwd in de 13e-15e eeuw, gerenoveerd in de 18e en 19e eeuw, heeft een interessant interieur. De voor driekwart uit 1896 daterende kerktoren is 72 m hoog.
- De stadsbibliotheek is gevestigd in de Alter Posthof, een 17e-eeuwse Burgmannshof (woning van een ministeriaal)

### Overige bezienswaardigheden
- De stad ligt in een mooie omgeving, die zich leent voor wandel- en fietstochten.

### Cultuur, muziek, evenementen e.d.
- De schouwburg aan de straat Hornwerk met 626 zitplaatsen, biedt toneel van boven-regionaal niveau.
- Nienburger Kulturwerk is een cultureel centrum dat in geheel Nedersaksen en Noordrijn-Westfalen beroemd is vanwege de cabaret- en andere kleinkunstavonden.
- Enige malen per jaar worden, zo mogelijk, stadsfeesten en jaarmarkten gehouden, deze zijn van hoofdzakelijk regionaal belang.

### Kunst in de openbare ruimte
De stad heeft enige faam in de wijde omtrek vanwege haar grote variëteit aan kunstwerken in de openbare ruimte:

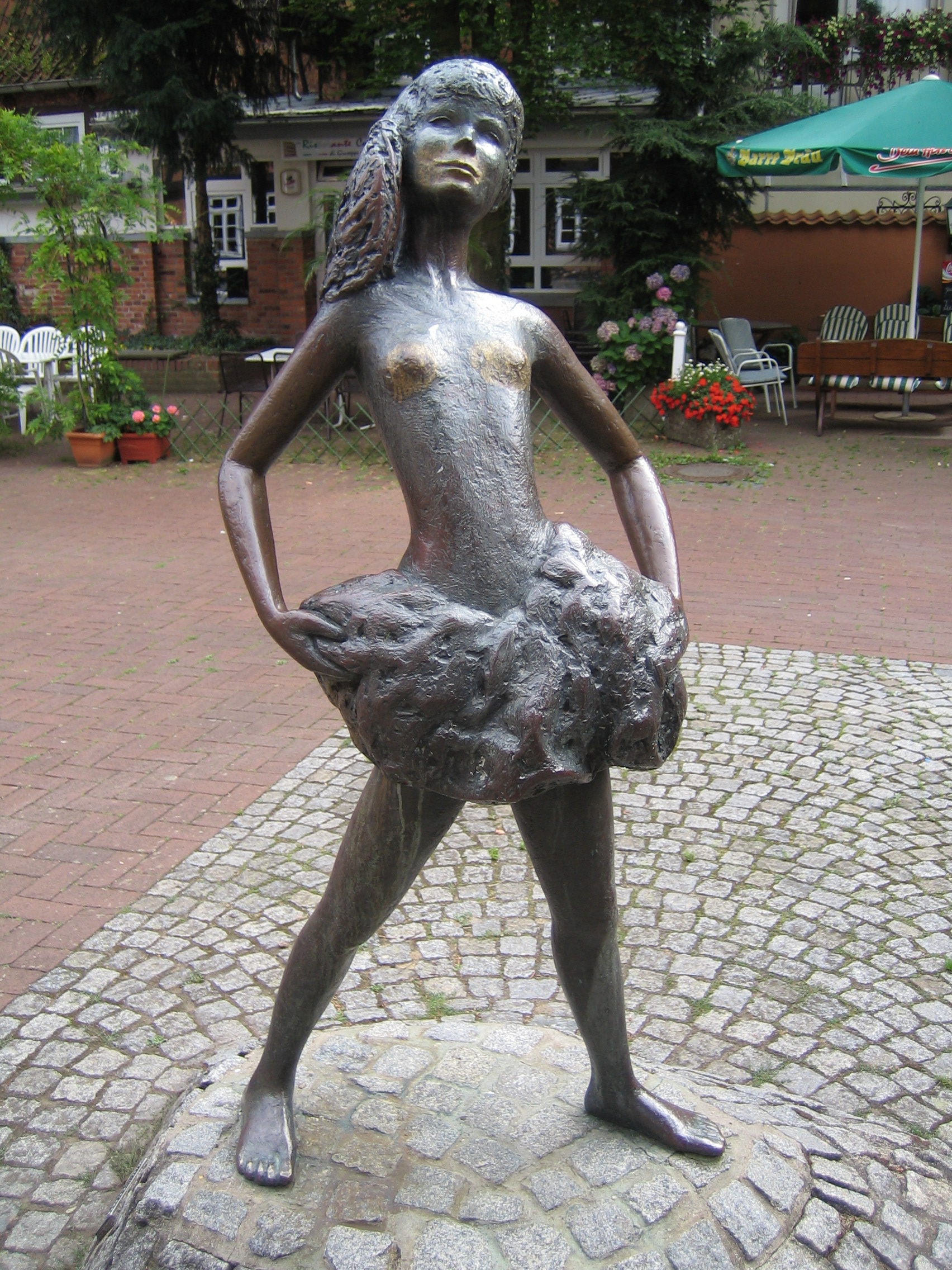
Die kleine Nienburgerin
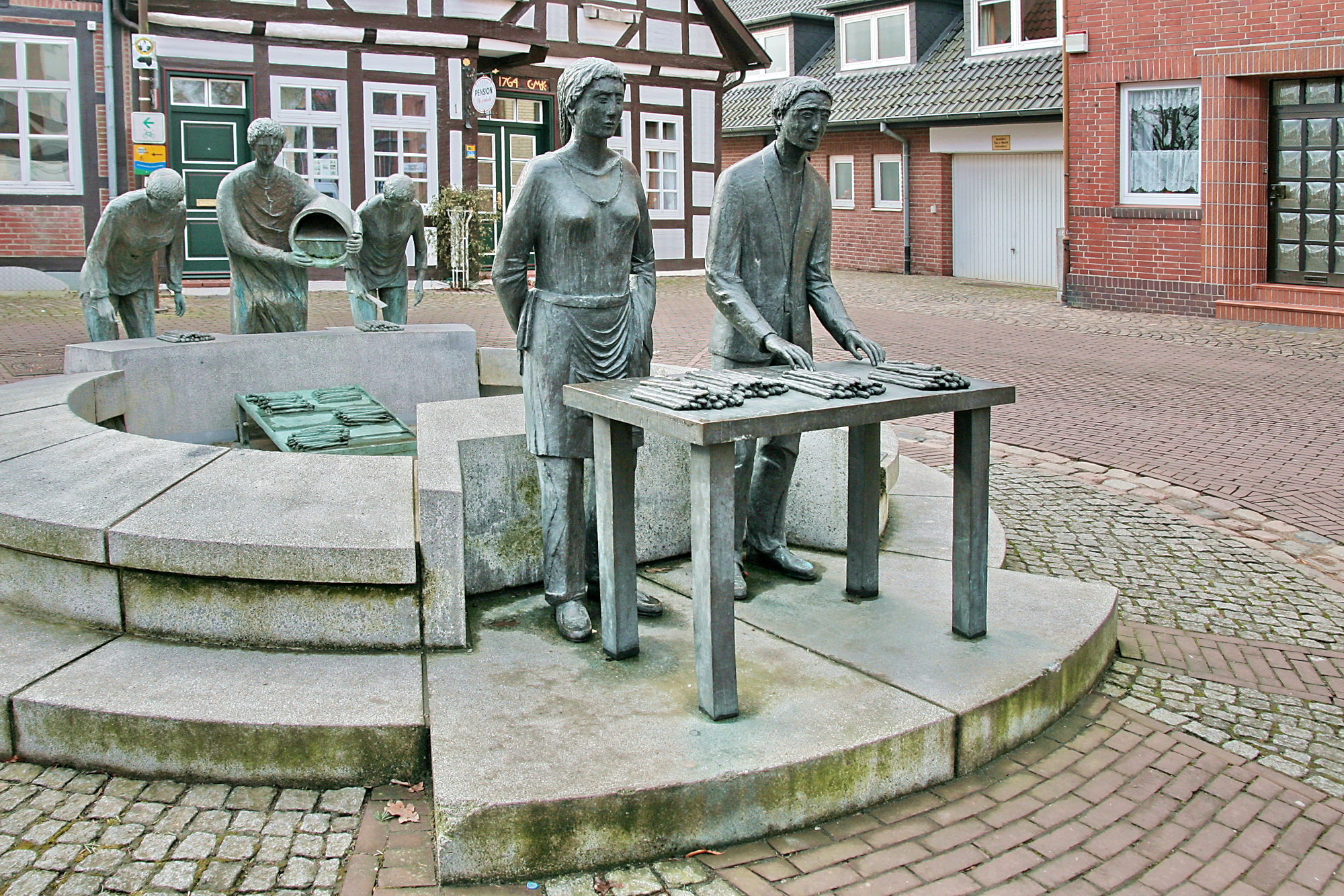
Aspergefontein
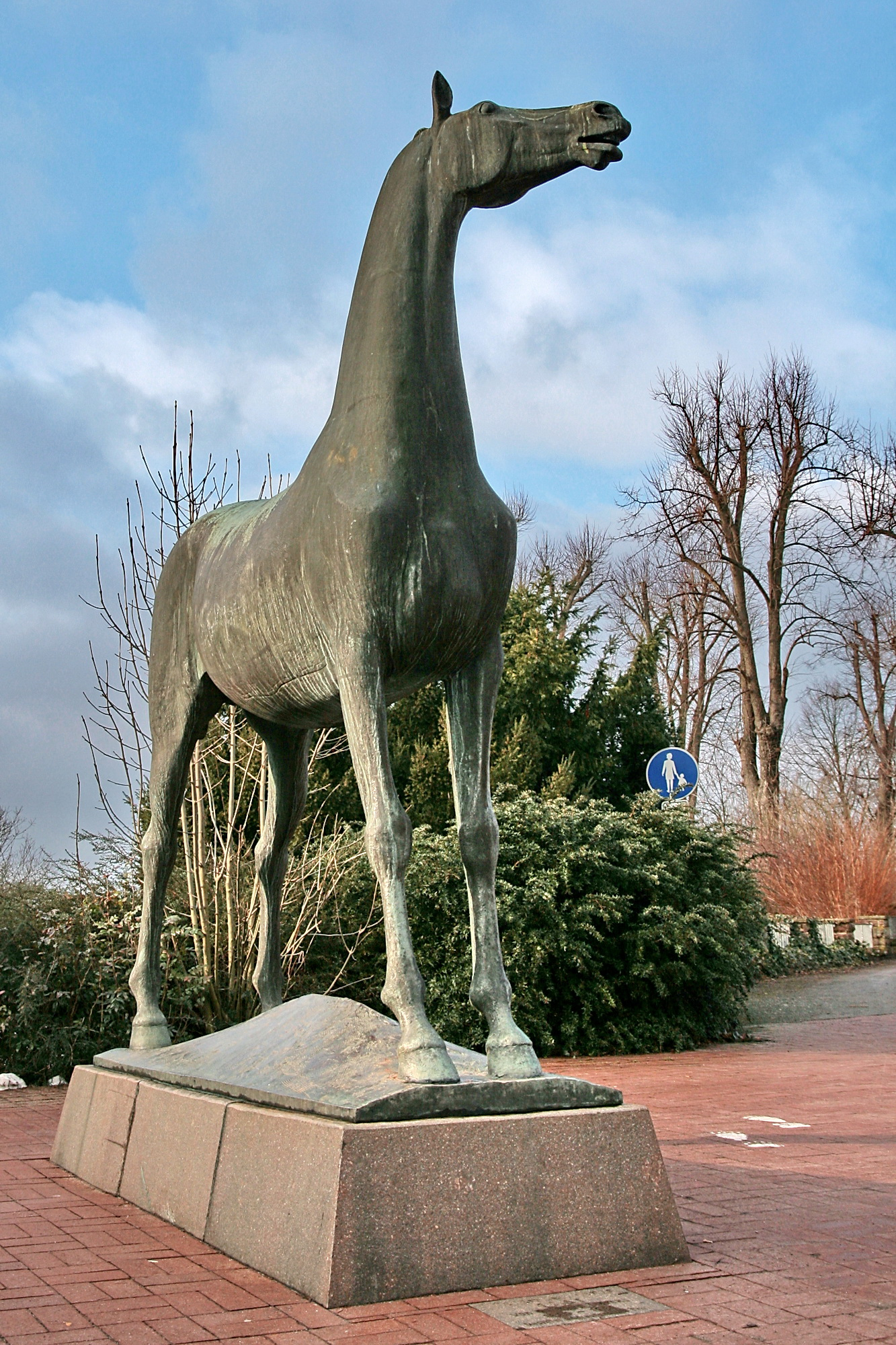
Hinnikende hengst
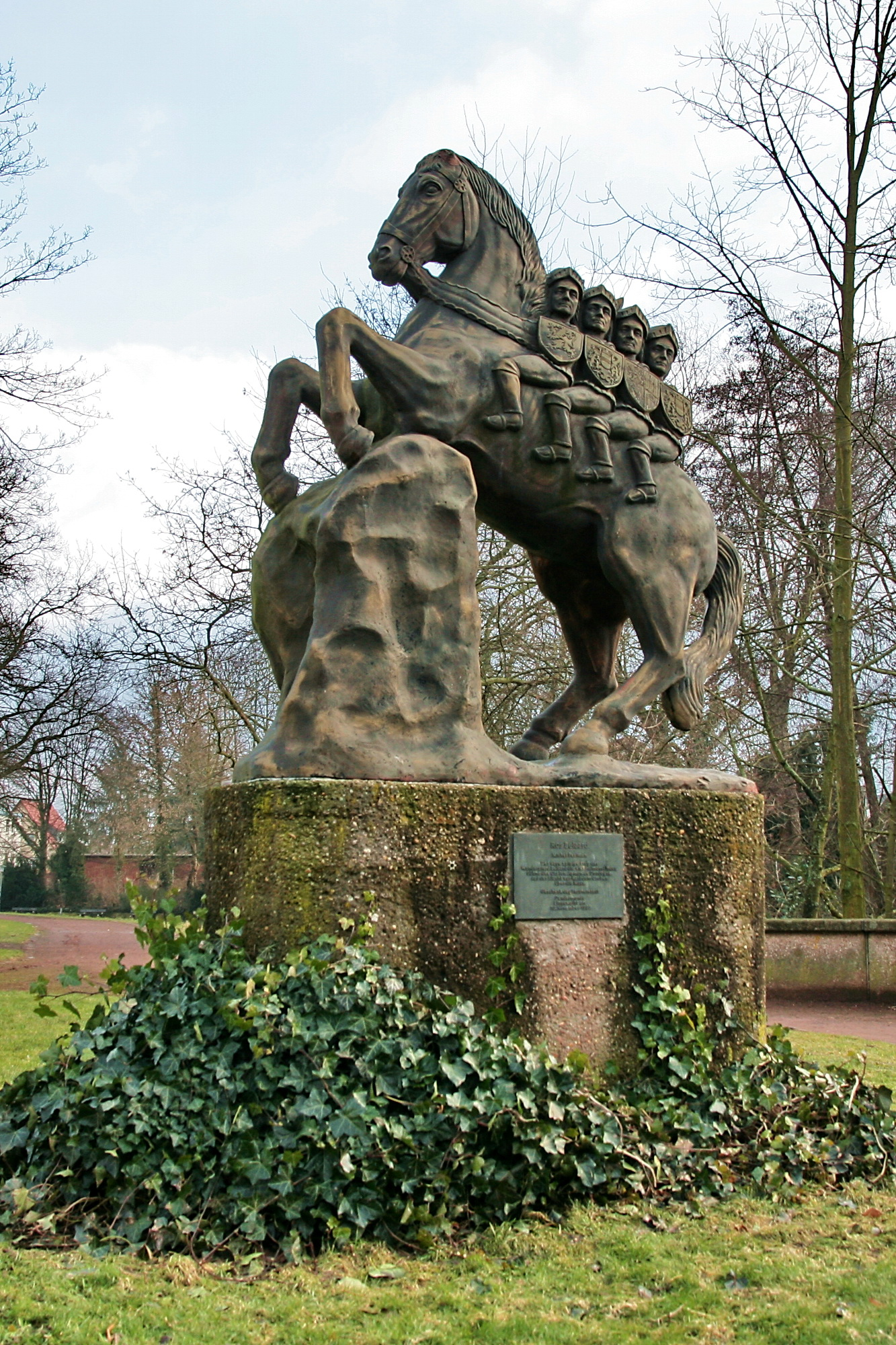
Ros Bayard
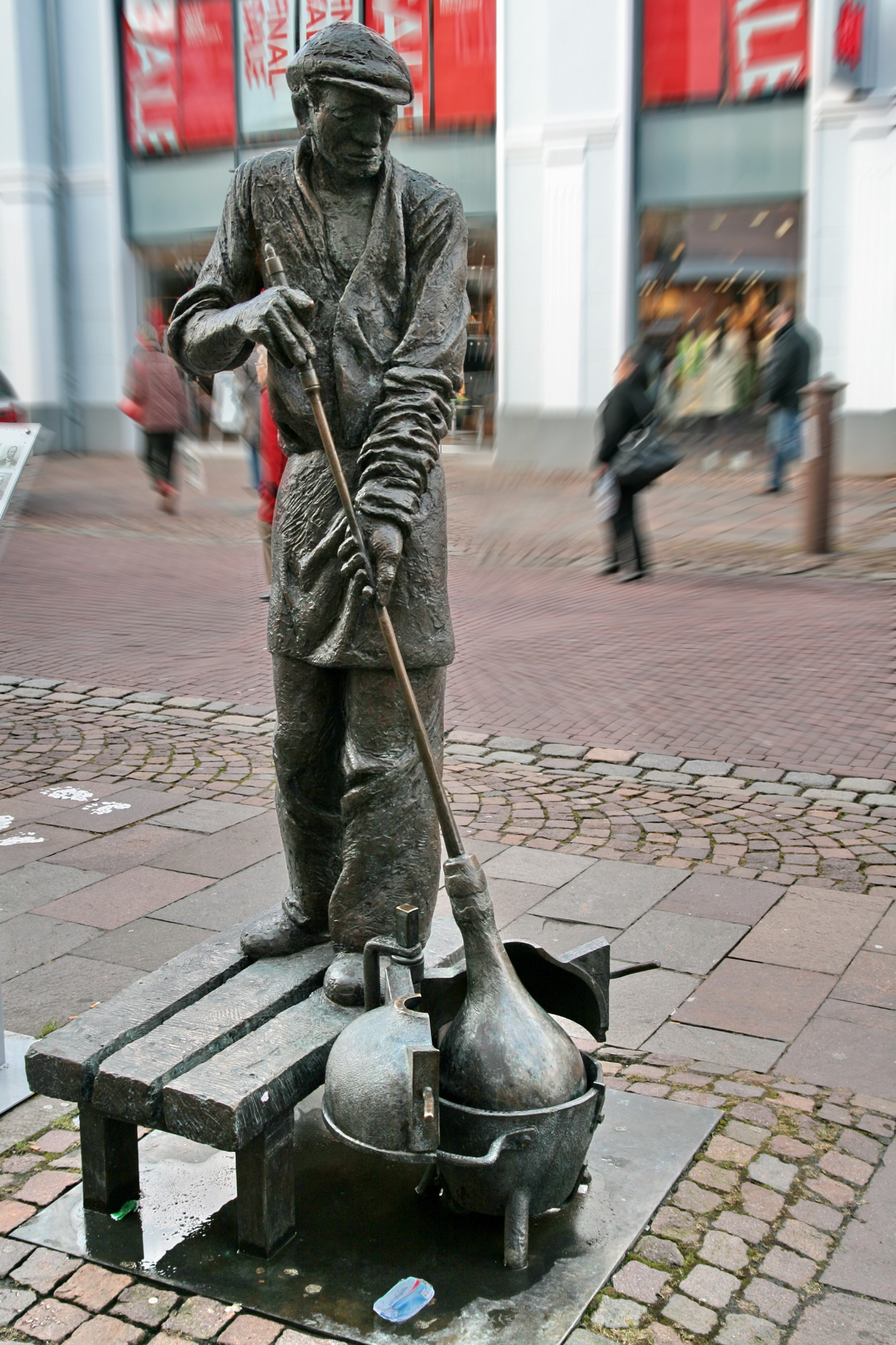
Glasblazers
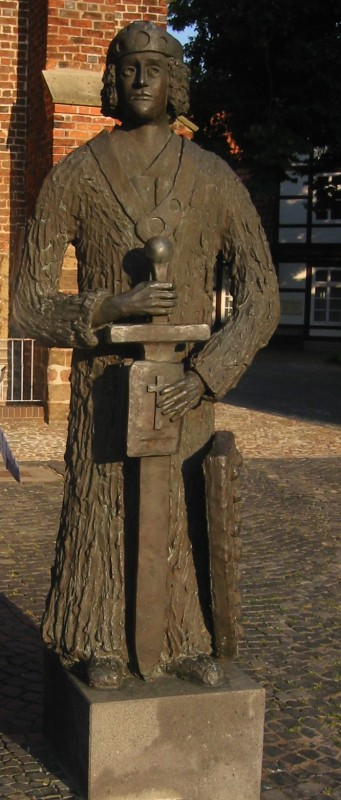
Widukind

## Belangrijke personen in relatie tot de gemeente

### Geboren
- Ernst Thoms, (1896-1983), kunstschilder in de stijl realisme/ nieuwe zakelijkheid
- Oskar Gröning (1921-2018), boekhouder, medeplichtige aan massamoord (Auschwitz)
- Volker Finke (1948), voetbaltrainer
- Levent Ayçiçek (1994), voetballer

### Overleden
- Emanuel Bruno Quaet-Faslem (Dendermonde, 10 november 1785 - 2 juli 1851), architect en bouwkundig ingenieur,[6]; ereburger van de stad; zijn woonhuis is nu het naar hem genoemde streekmuseum van de stad.

### Overigen
- Uli Stein (*1954 te Hamburg), voetbalkeeper en -trainer, voetbalde als tiener bij een club uit Nienburg/Weser
- Jens Todt (*1970 te Hamelen), profvoetballer (verdedigend middenvelder) bij SC Freiburg, daarna Werder Bremen, rond 1995 3 x Duits international, voetbalde als tiener bij een club uit Nienburg/Weser

## Trivia
"Die kleine Nienburgerin" is de hoofdpersoon van een volksliedje. In 1975 werd achter de Posthof een bronzen standbeeld voor haar geplaatst. Het is van de hand van de plaatselijke beeldhouwster Marianne Bleeke-Ehret. Sinds 1994 wordt jaarlijks een jonge vrouw uit Nienburg/Weser gekozen, die bij politieke, commerciële en andere bijeenkomsten als gastvrouw een representatieve rol speelt. Bij haar optredens draagt zij een historische jurk  uit de  Biedermeiertijd. "Die kleine Nienburgerin"  is de symboolfiguur  van Nienburg voor de Deutsche Märchenstraße, die van Hanau in Hessen via Nienburg naar Bremen loopt.
Aan de zijgevel van de  Posthof  is een carillon aangebracht, dat iedere dag om 9, 12 en 15 uur de melodie van het liedje „Ich bin die kleine Nienburgerin“ ten gehore brengt. Dit liedje, een duet met een "boer uit Calenburg", was zeer populair van plm. 1900 tot plm. 1933.

## Afbeeldingen

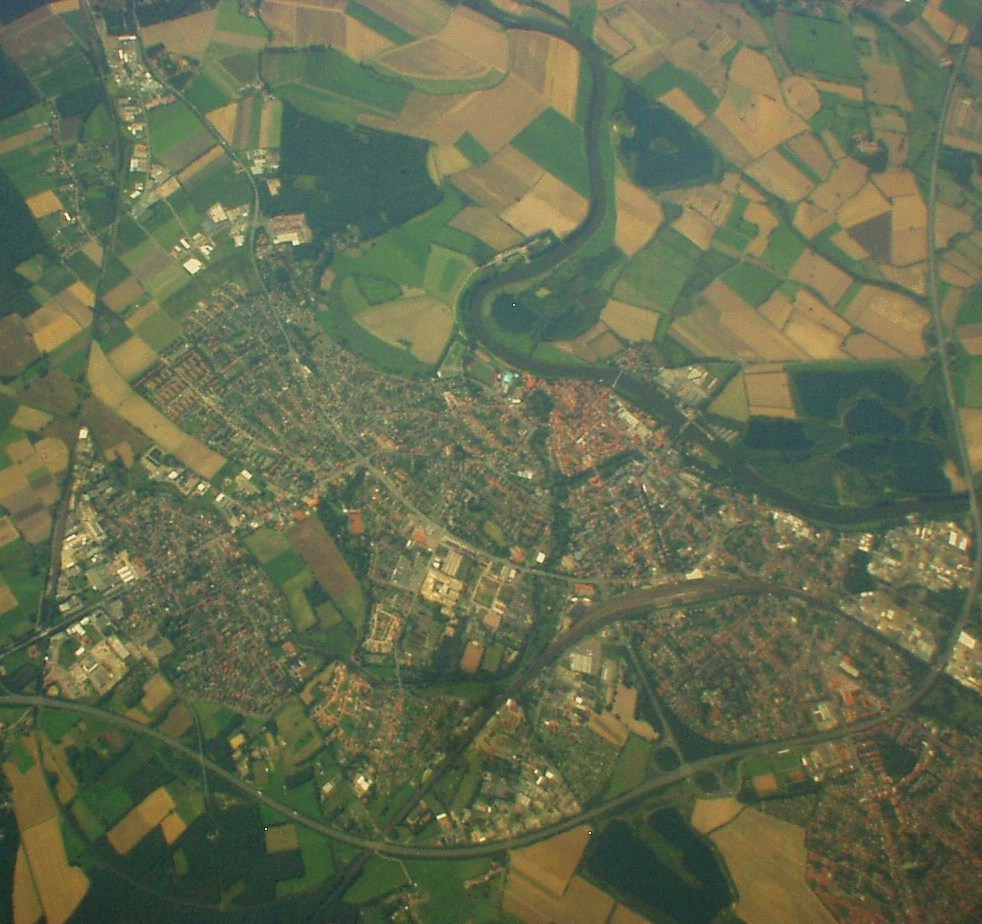
,Luchtfoto van Nienburg
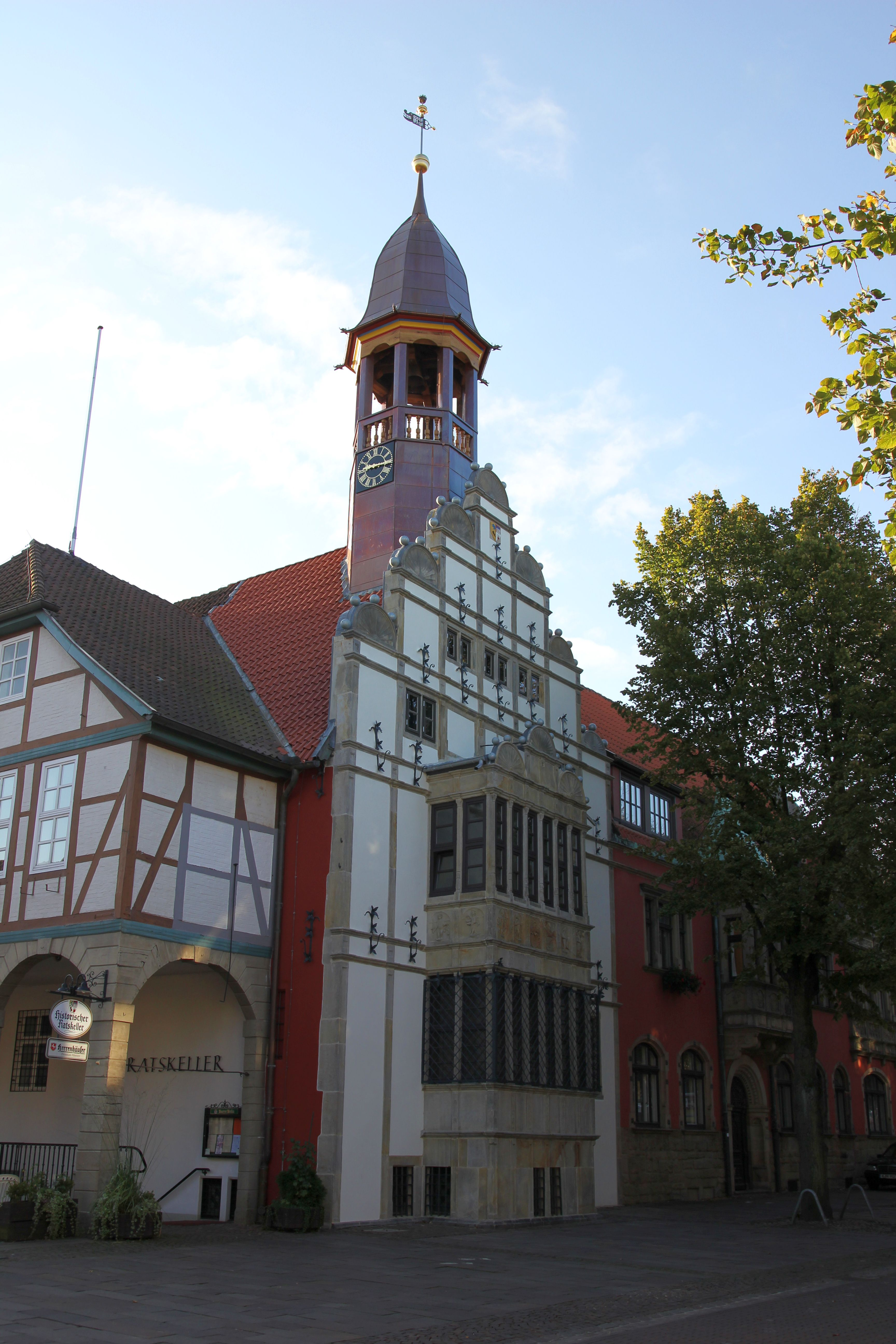
Gevel van het raadhuis
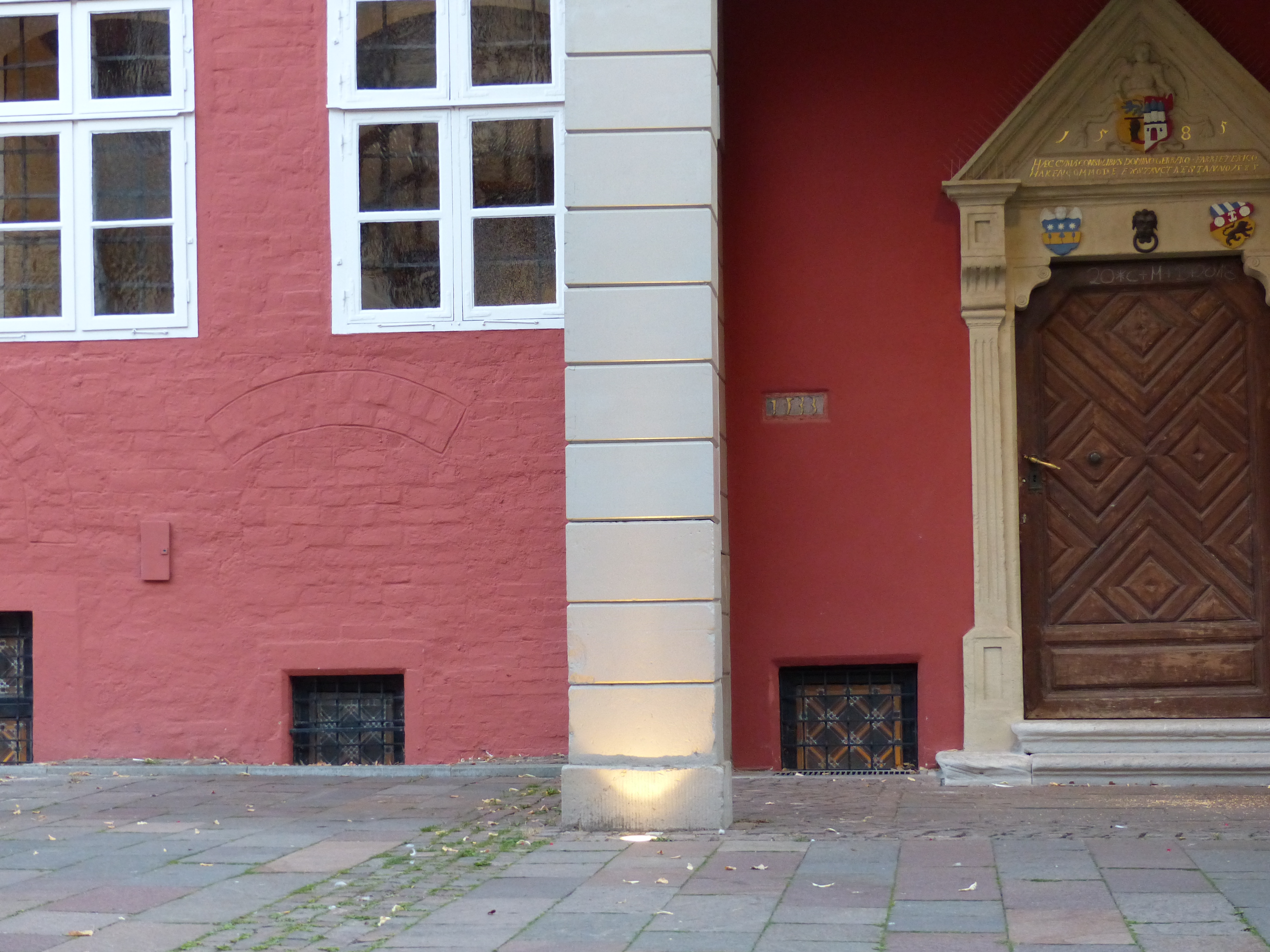
Voorzijde raadhuis (aan de Markt)
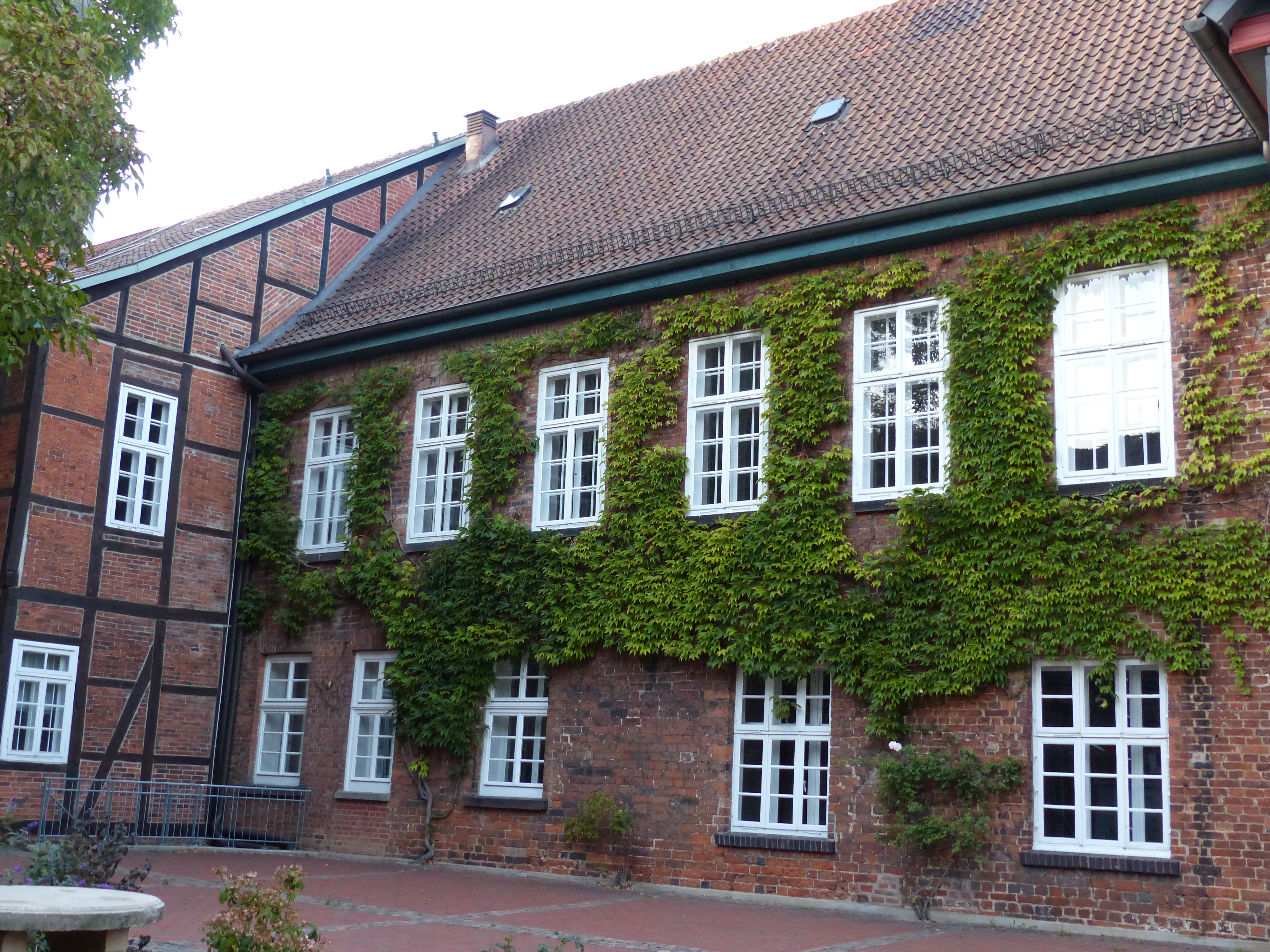
Achterzijde raadhuis
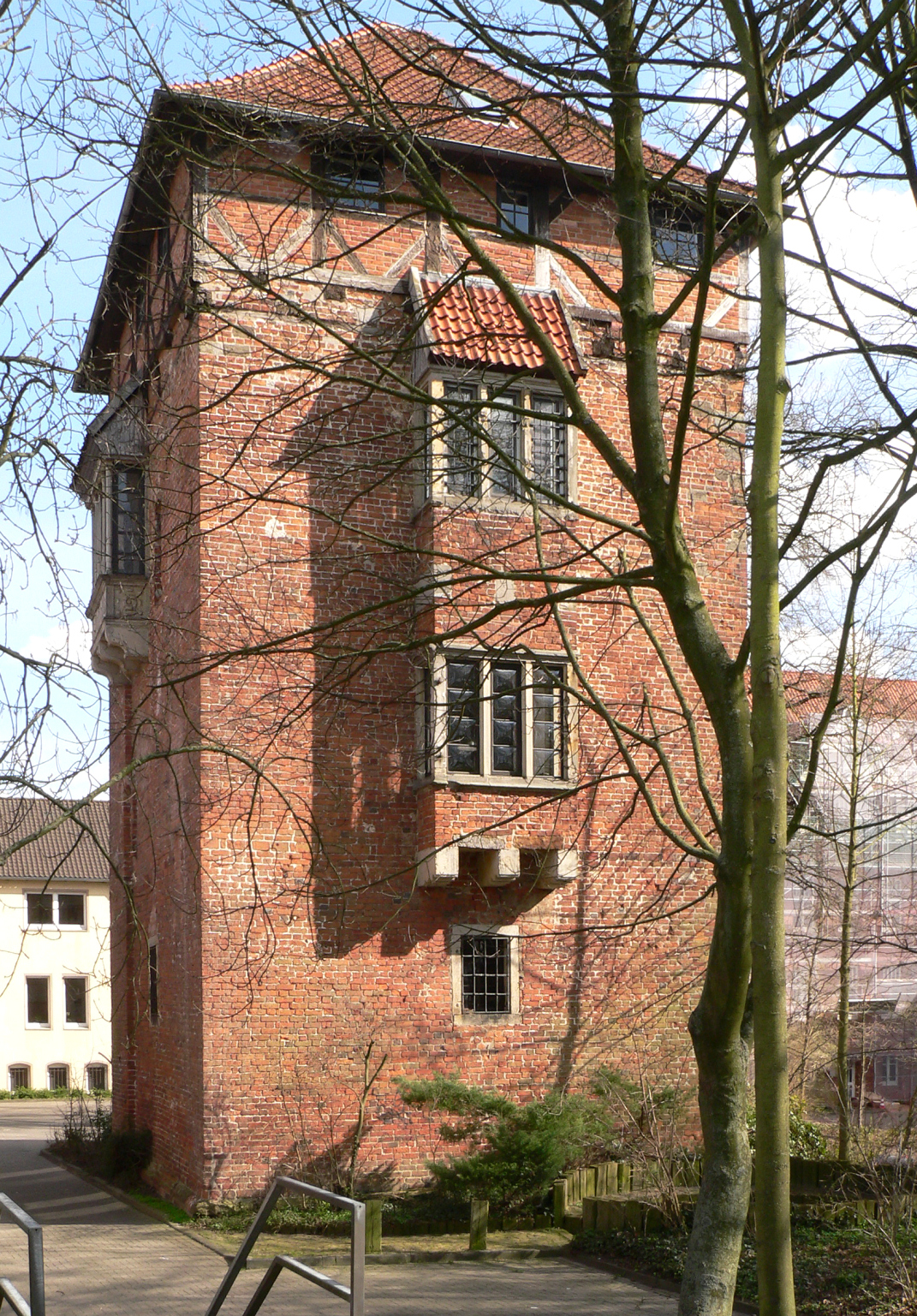
De Stocktoren, gezien vanaf de Wezer
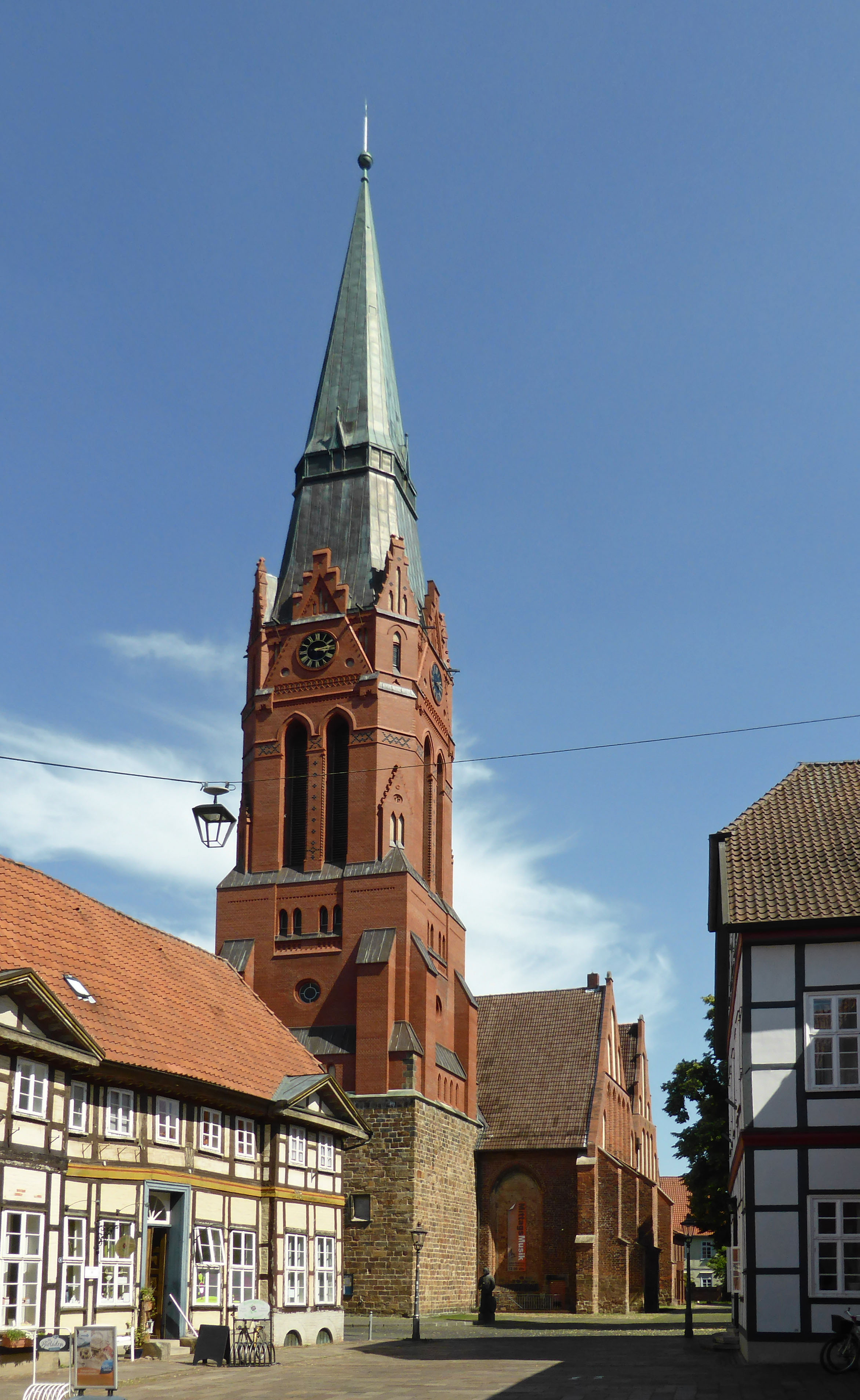
Ev.-luth. St.Martinuskerk Nienburg
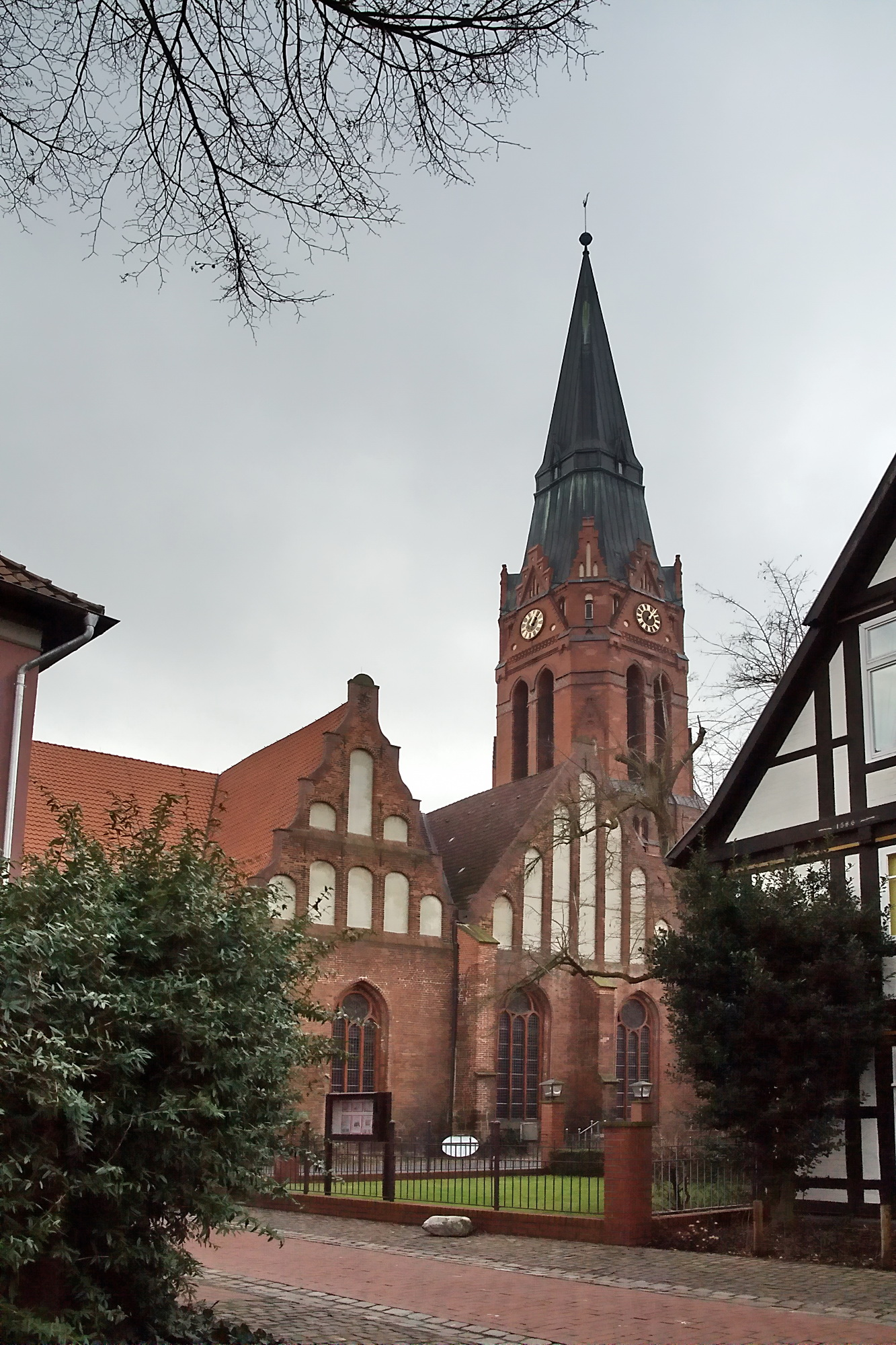
Gotisch schip van de Martinuskerk
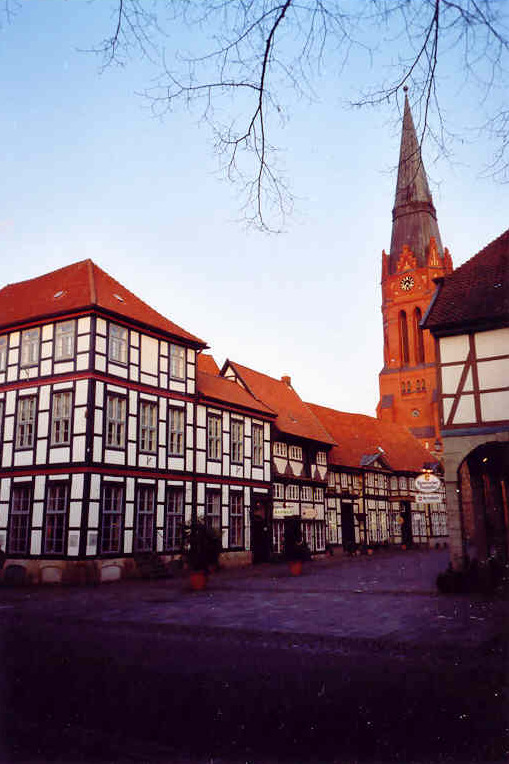
Vakwerkhuizen aan de Markt, op de achtergrond de St.Martinuskerk
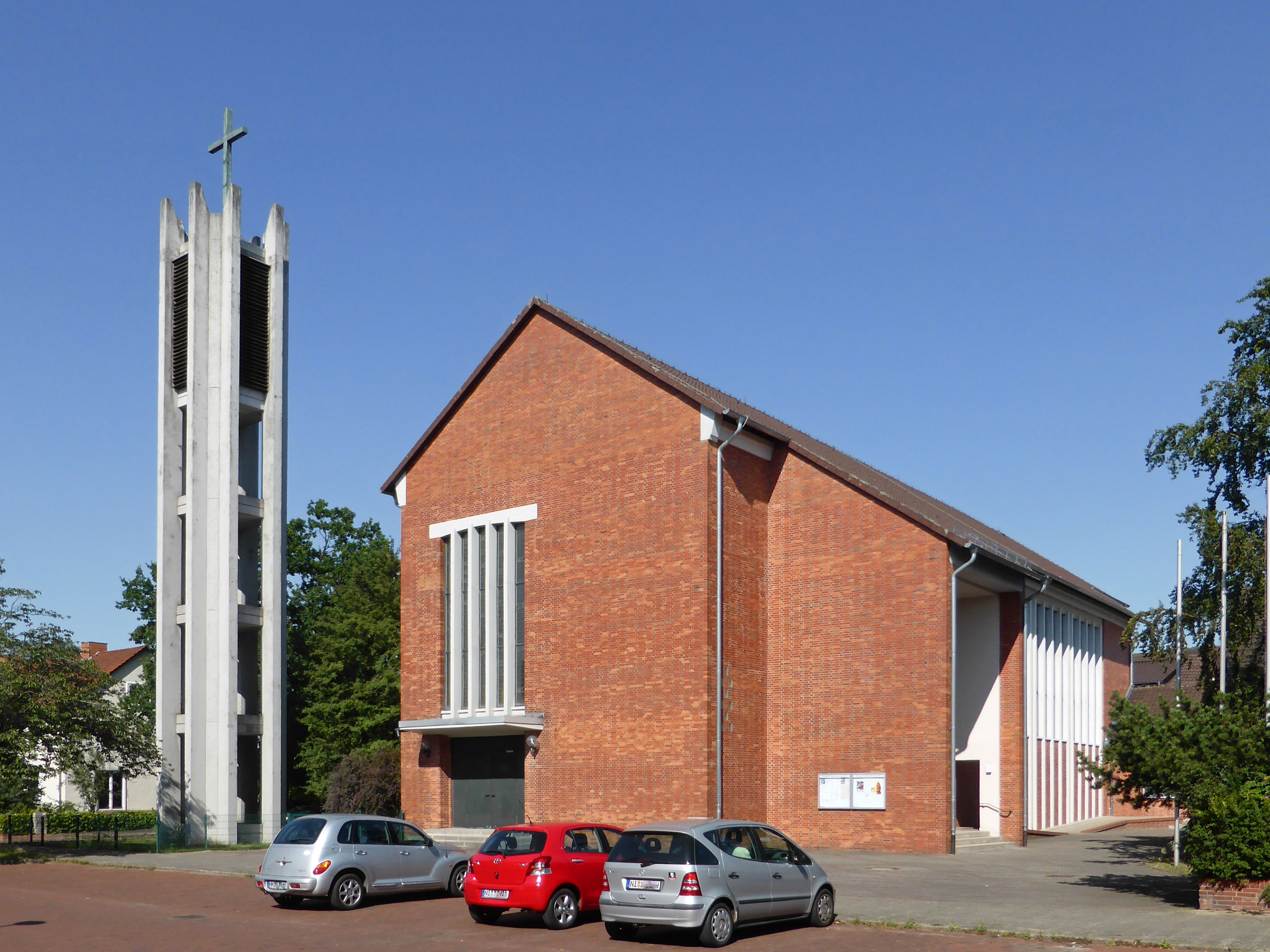
R.K. St.-Bernwardkerk (1957)
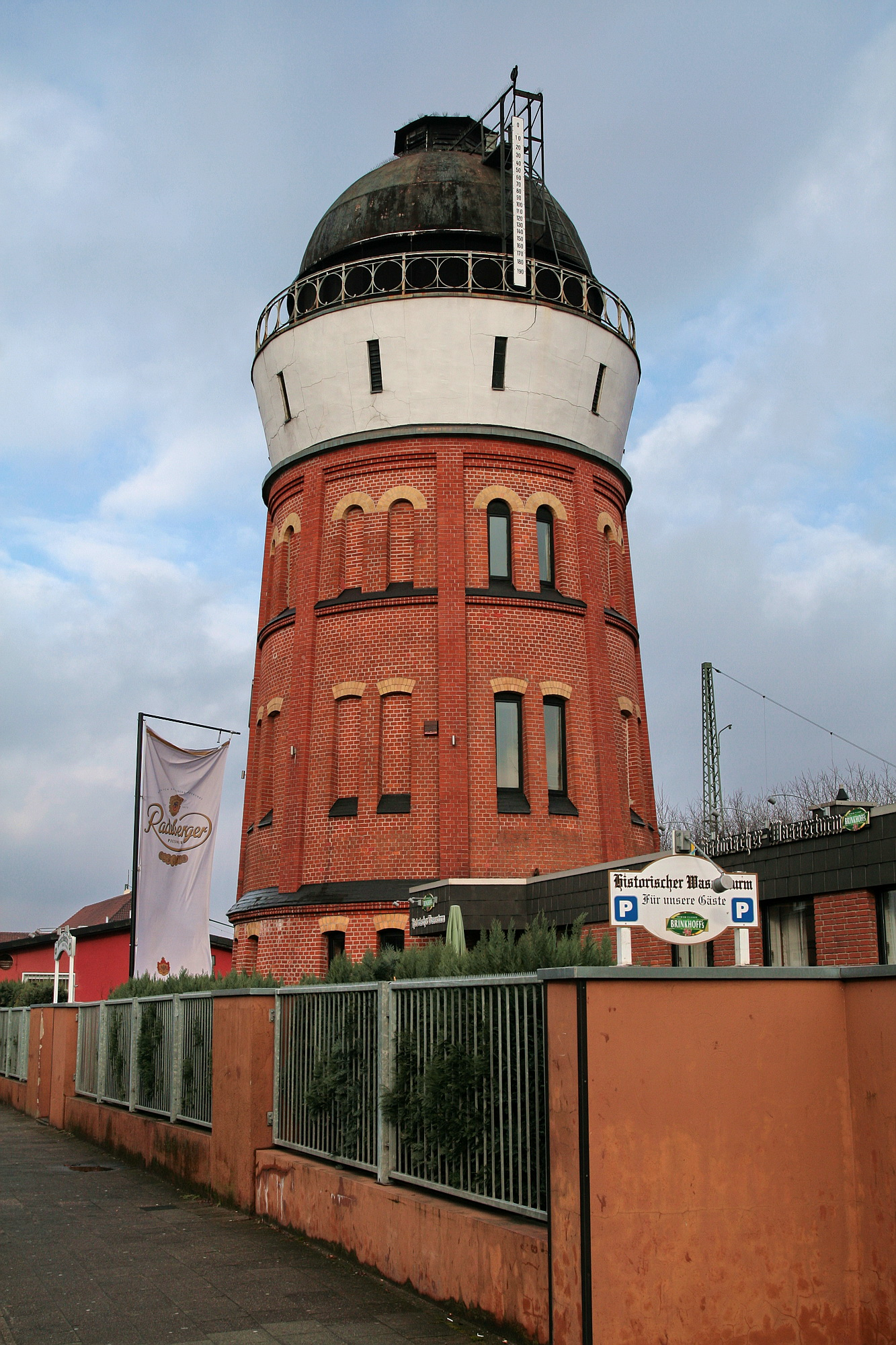
De watertoren
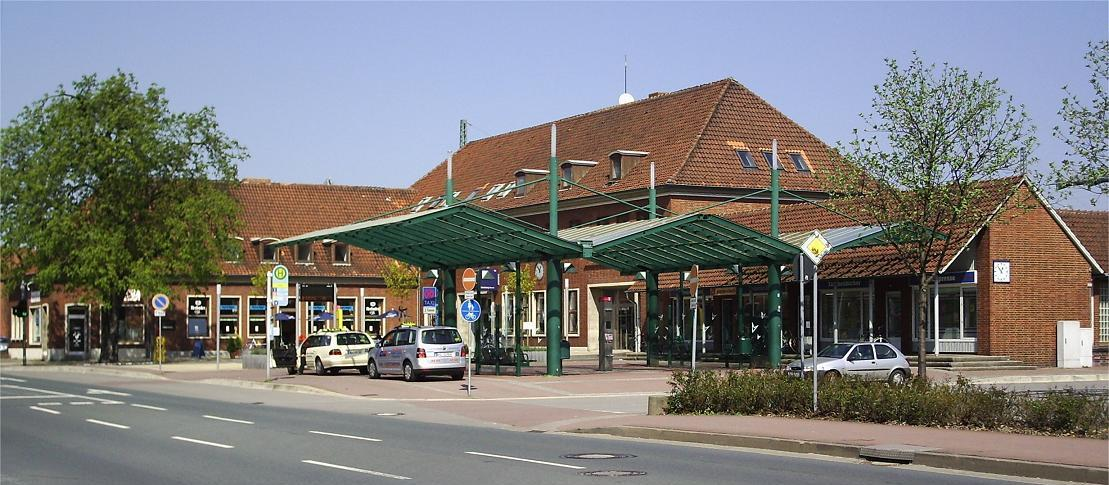
Voorzijde van het station
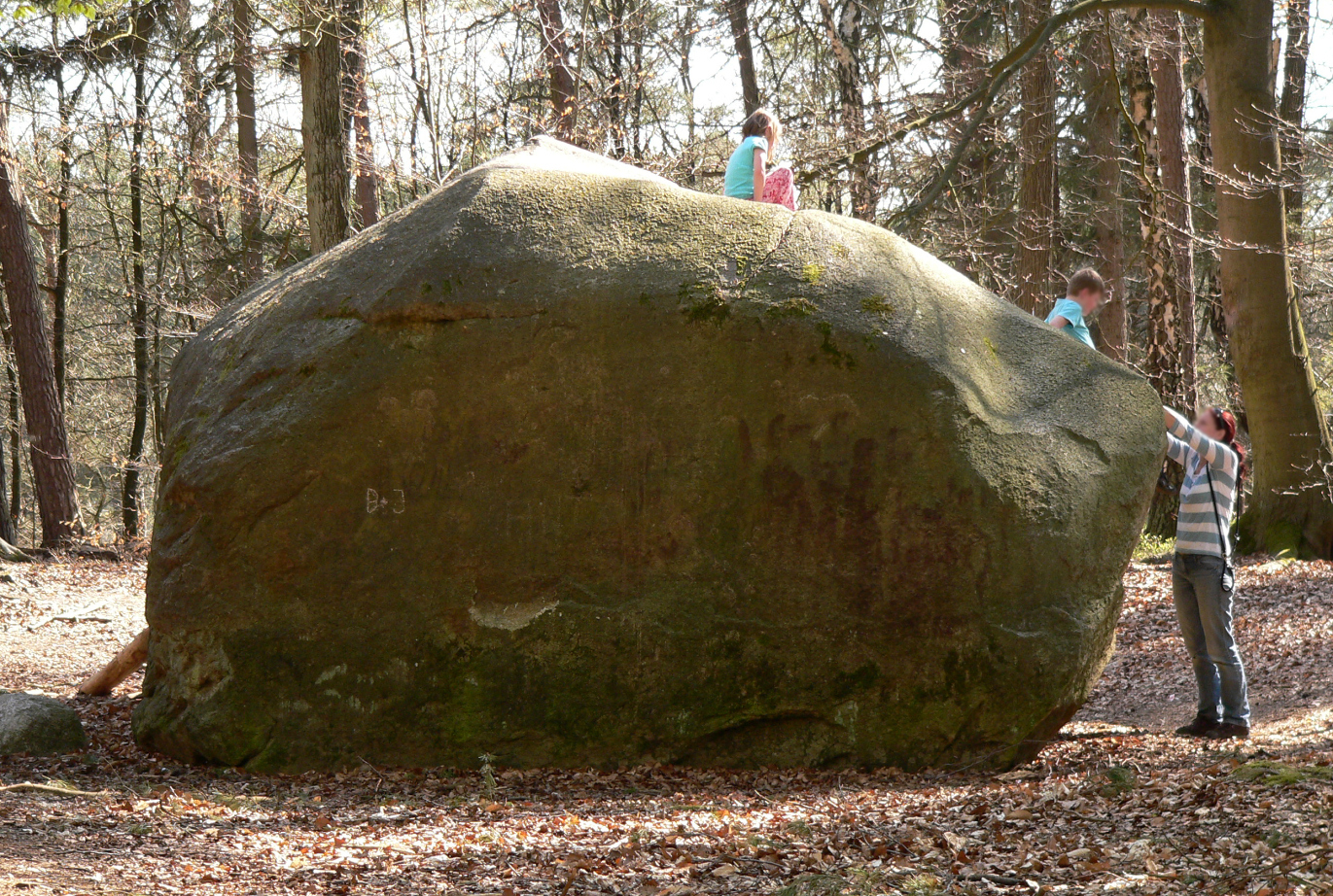
De Giebichenstein, een grote zwerfsteen in het Kraaienbos (Krähe), 10 km ten oosten van de stad
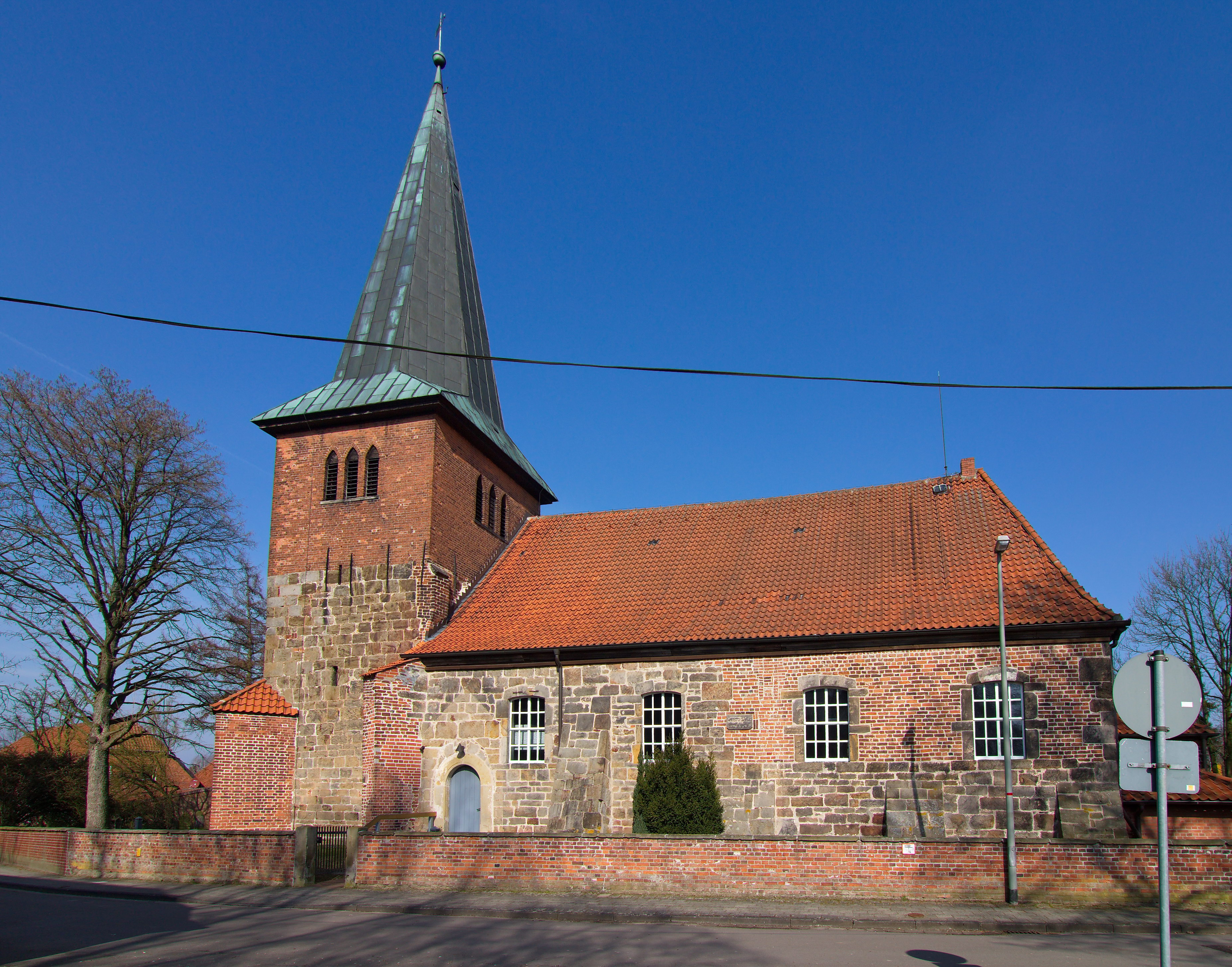
Ev.-luth. St.Martinuskerk Holtorf
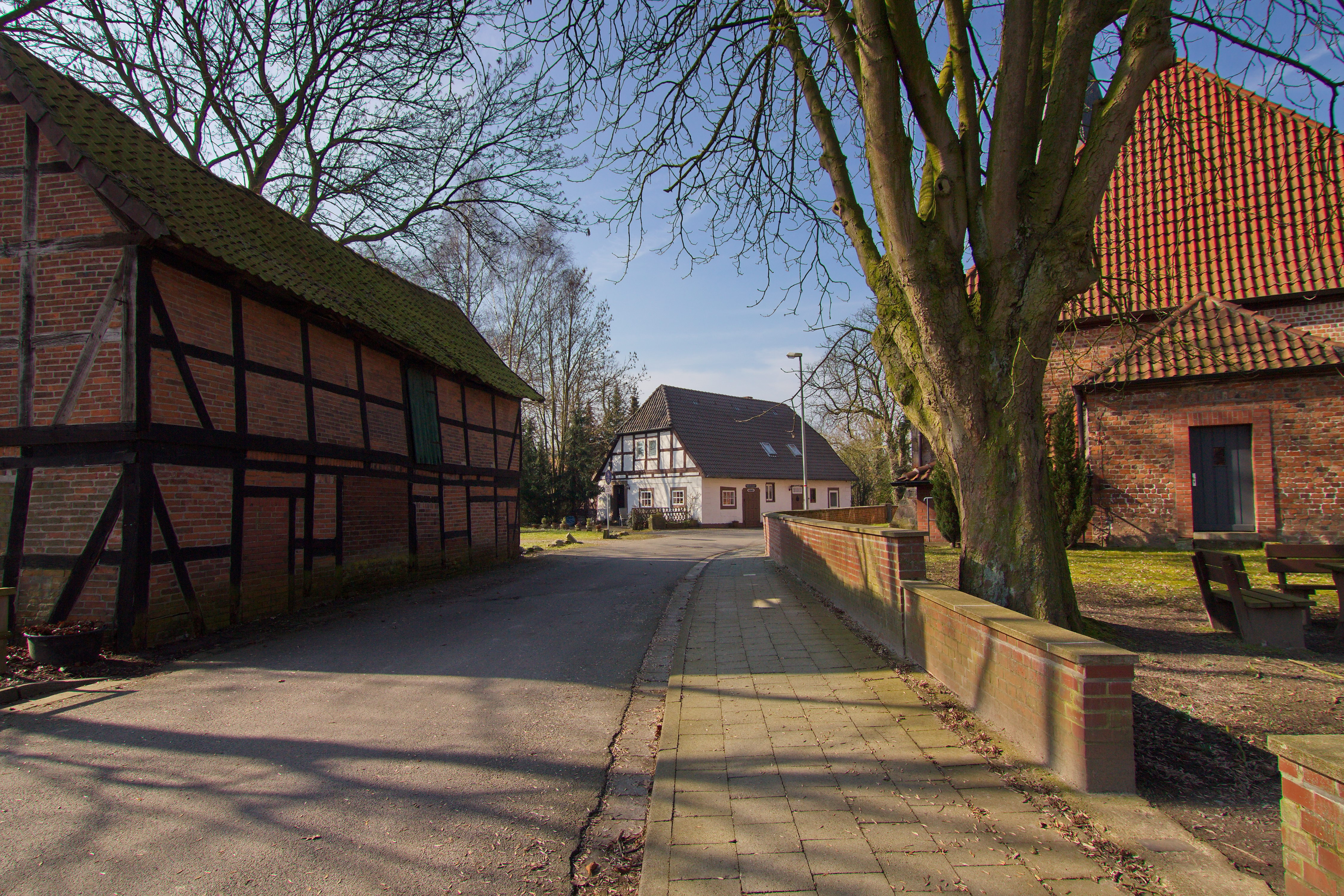
Vakwerkhuisjes in Holtorf
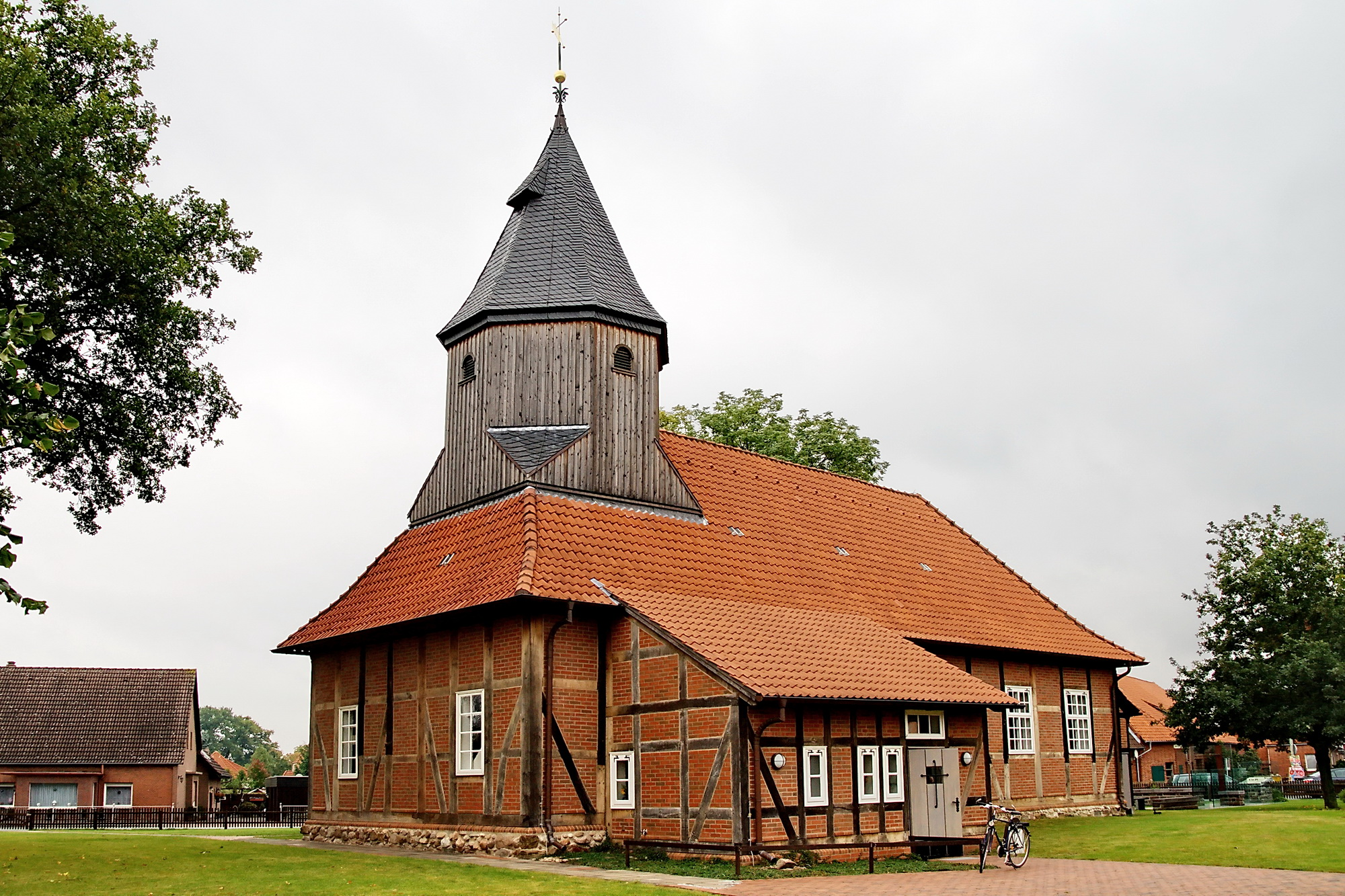
Corvinuskerk, Wölpe

## Partnersteden
Nienburgs partnersteden zijn:
- Dendermonde (België)
- Las Cruces, NM (USA)
- Vitebsk (Belarus)
- Bartoszyce (dt. Bartenstein; Polen)
- Nienburg (Saale) (Duitsland)